# Horus

Horus

Horus (in italiano anche Oro o Horo) è una divinità egizia appartenente alla religione dell'antico Egitto, fra le più antiche e significative del pantheon egizio. Il suo culto nella Valle del Nilo si estese cronologicamente dalla tarda Preistoria fino all'epoca tolemaica e alla dominazione romana dell'Egitto. Nel corso dei millenni, fu venerato sotto molteplici forme, analizzate distintamente dagli egittologi; questi aspetti eterogenei del dio derivarono probabilmente da differenti percezioni della stessa divinità sfaccettata, con l'enfatizzazione di certi attributi e assimilazioni sincretiche, più complementari che opposti gli uni agli altri, emblematici delle molteplici visioni che gli antichi egizi avevano della realtà. Era assiduamente rappresentato come un falco — falco lanario o pellegrino — o come uomo dalla testa di falco (ieracocefalo) con la Doppia Corona dell'Alto e del Basso Egitto.
Fece la sua comparsa nella religione egizia come divinità tutelare di Ieracompoli (in greco Città del Falco, originariamente chiamata Nekhen) nell'Alto Egitto e, di conseguenza, come prima divinità nazionale conosciuta, soprattutto in relazione al faraone, che in quell'epoca cominciò a essere considerato la manifestazione di Horus in vita e, da morto, di Osiride. 
Nella forma più comune del mito, Horus era figlio di Iside e Osiride e aveva un ruolo fondamentale all'interno del mito di Osiride, in quanto erede di suo padre — appunto Osiride — e rivale di Seth, il dio uccisore di Osiride. In una versione differente del mito, la madre di Horus era identificata con Hathor, che poteva anche esserne la sposa. 
Benché adorato in molteplici nòmi, o distretti, egizi il suo centro di culto principale fu ad Edfu.

## Presentazione

### Etimologia del nome
| G5 |

| G5 |

La traslitterazione dei geroglifici del nome di Horus è ḥr.w (che significa "falco"); la pronuncia è stata ricostruita come haru oppure horu. Altri significati proposti sono quelli di "viso", "il Distante, il Lontano" oppure "Colui che è al di sopra, il Superiore". Con il mutamento della antica lingua egizia nel corso dei secoli, il nome di Horus divenne /hoːɾ/ oppure /ħoːɾ/ (in copto, fase finale della lingua egizia) e in Ὧρος, Hōros (in greco antico). La grafia oggi più conosciuta, Horus, deriva dalla sua resa in lingua latina. 

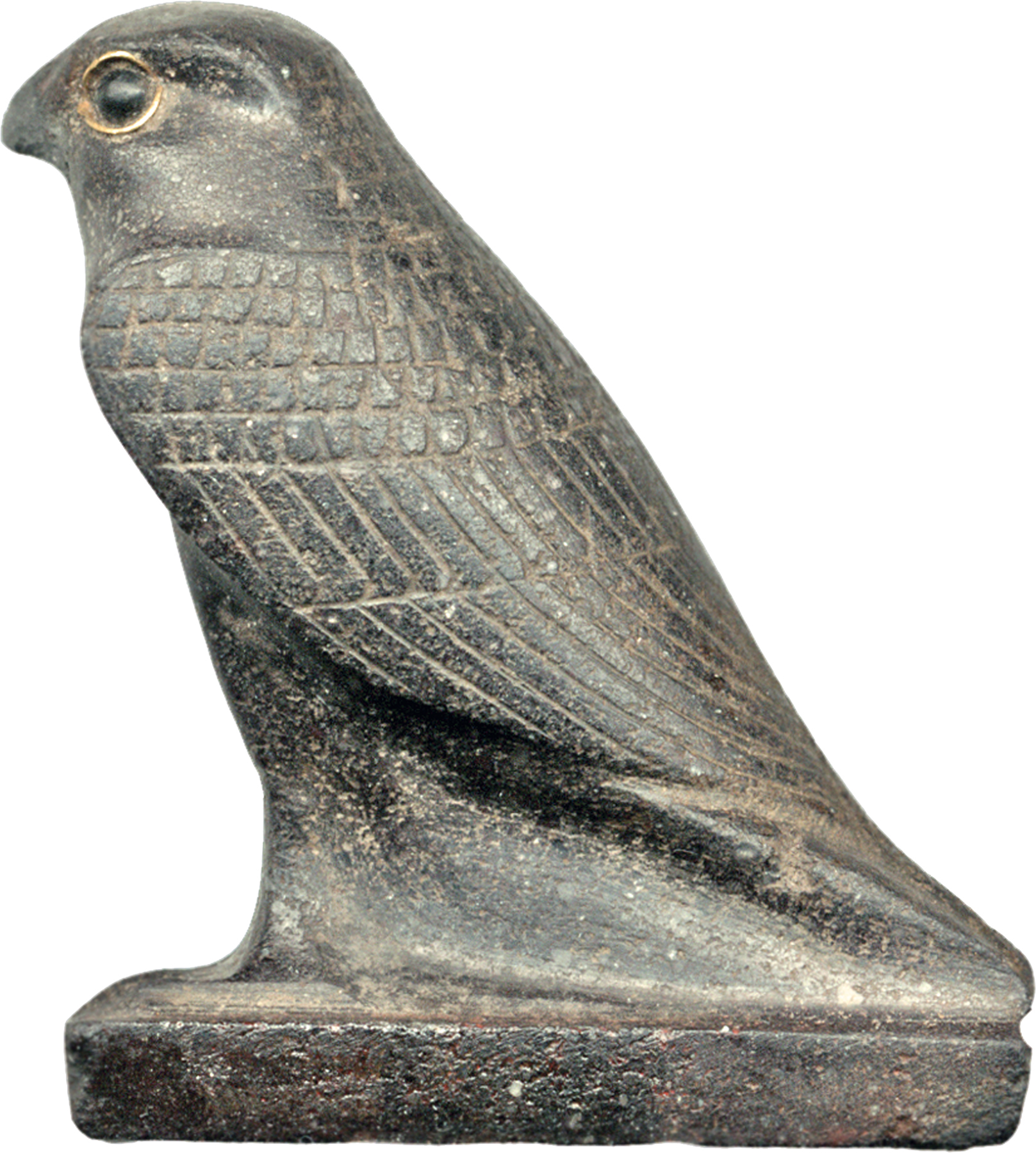
Amuleto di Horus, d'epoca greco-romana. Walters Art Museum, Baltimora.

Nella sua forma femminile, horet, questo termine indicava il cielo (per estensione, anche Horus cominciò a essere inteso come il cielo: il suo Occhio sinistro era la luna, il destro rappresentava il sole).

### Dio–falco
Horus è una delle più antiche divinità egizie: le sue origini risalgono a un momento indefinito della preistoria africana. Al pari di molte altre divinità egizie, le sue prime rappresentazioni iconografiche si ascrivono al IV millennio a.C. Nel periodo predinastico (ca. 3300 a.C.), l'ideogramma "Hor" del falco servì a designare il sovrano, in carica o defunto, e poteva normalmente sostituire la parola netjer, che significa "dio", con una sfumatura aggiunta di sovranità. Nei Testi delle piramidi, risalenti all'Antico Regno, l'espressione Hor-em-iakhu, che significa "Horus nello splendore", indicava il faraone defunto — divenuto egli stesso, morendo, dio fra gli dei. 

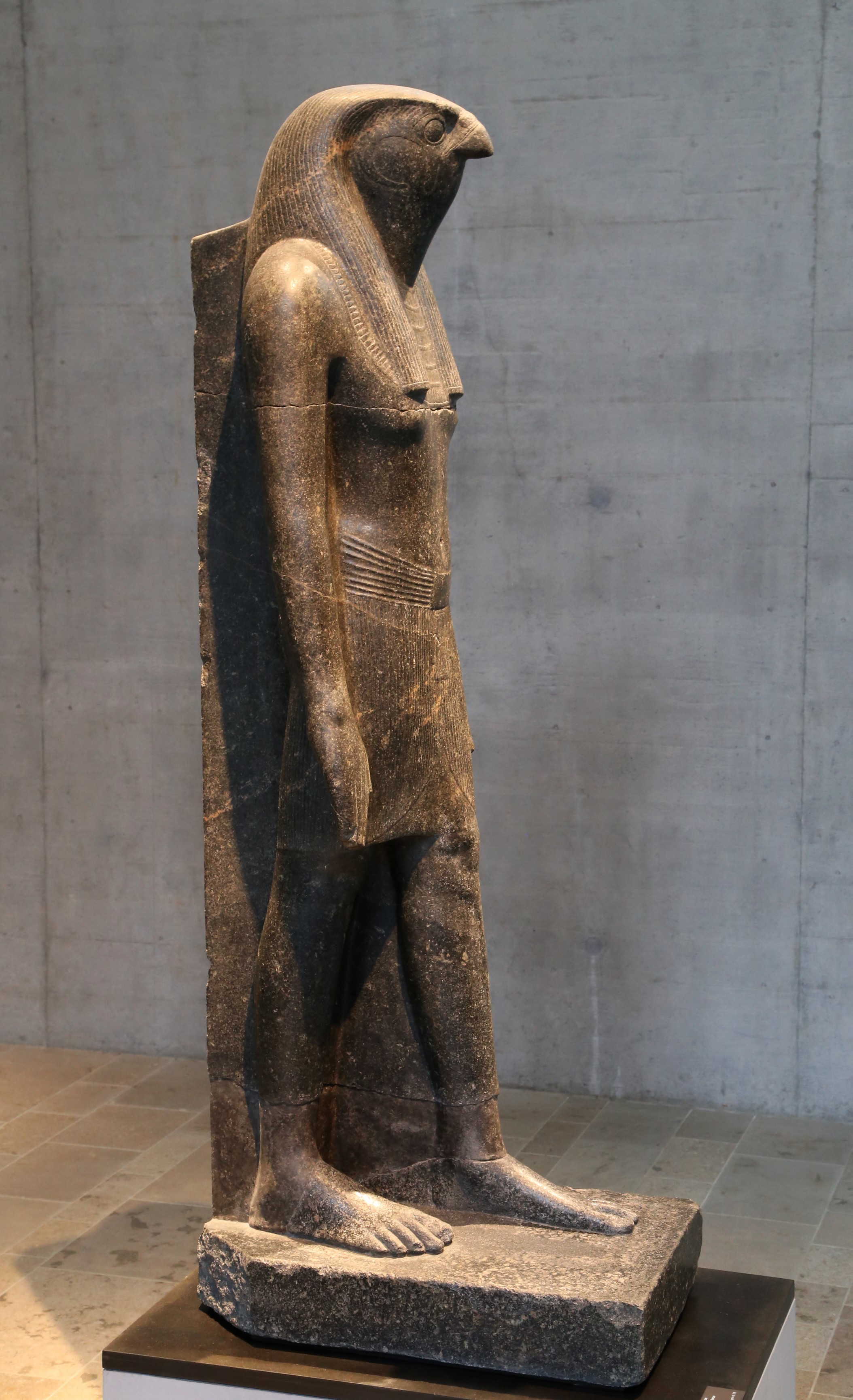
Statua di Horus in granodiorite, proveniente dal Tempio funerario di Amenofi III. Staatliches Museum Ägyptischer Kunst, Monaco di Baviera.

Nell'antico Egitto esistevano varie specie di falchi: a causa delle rappresentazioni spesso assai stilizzate dell'uccello di Horus, è stato difficile individuare la specie di riferimento per l'iconografia del dio. Tuttavia, sembra che possa trattarsi del falco pellegrino (Falco peregrinus); questo rapace di media taglia, dal verso assai acuto, è rinomato per la rapidità con cui, in volo, plana contro le sue piccole prede terrestri; altra sua particolarità sono delle piume scure al di sotto degli occhi, le quali delineano una sorta di mezzaluna. Quest'ultimo tratto distintivo ricorda facilmente il disegno dell'Occhio di Horus, associato a lui e agli altri dei ieracocefali.

### Iconografia

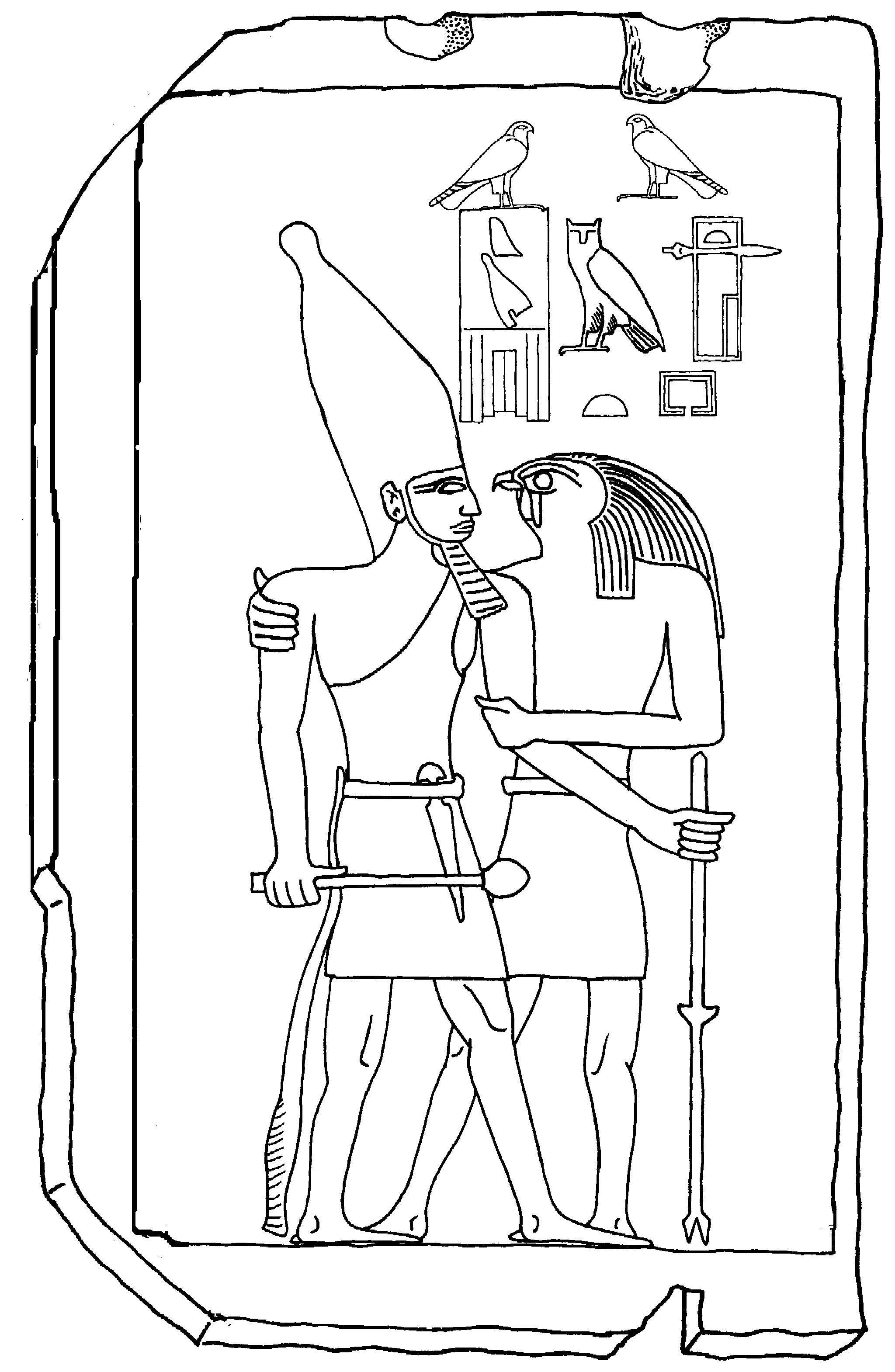
Riproduzione della Stele di Qahedjet, una delle più antiche immagini di Horus antropomorfo. Museo del Louvre, Parigi.

L'iconografia del dio Horus era estremamente varia. Nella maggior parte dei casi era rappresentato come falco, come uomo dalla testa di falco o, per evocare la sua infanzia, come un bambino nudo e senza capelli. La raffigurazione integrale come falco è la più antica. Almeno fino alla fine del periodo predinastico, gli animali, fra cui i falchi, erano ritenuti superiori e iconograficamente più efficaci degli esseri umani: perciò, le potenze divine venivano illustrate in forma animale. Il falco, con i suoi voli maestosi nel cielo, così come un significato del suo nome ("il Distante") dovettero essere associati al sole. Verso la fine della I dinastia, intorno al 2800 a.C., in parallelo allo sviluppo della civiltà egizia (diffusione dell'agricoltura, dell'irrigazione e dell'urbanizzazione), le credenze religiose si evolvettero e le forze divine subirono una "umanizzazione". Appartengono a questa epoca le prime raffigurazioni di divinità antropomorfe o mummiformi (a forma di mummia o defunto avvolto nel sudario) come Min e Ptah. Per quanto riguarda, sembra che durante le prime due dinastie la forma zoomorfa del dio sia rimasta la norma. Le prime immagini composite, con corpo d'uomo e testa d'animale, risalgono alla fine della II dinastia anche se, stando alle conoscenze attuali, la più antica raffigurazione di Horus come uomo ieracocefalo fu realizzata durante la III dinastia. Su una stele conservata al Museo del Louvre, il dio figura in compagnia dell'enigmatico faraone Qahedjet o Hor-Qahedjet (forse identificabile con Huni), vissuto intorno al 2630 a.C.
Tra le più celebri immagini di Horus, il dio compare in una statua del faraone Chefren, della IV dinastia, assiso in trono. Il falco-Horus è appollaiato in cima allo schienale del trono e le sue due ali, aperte, abbracciano la nuca del sovrano in un gesto protettivo. Nello stesso museo è conservata una statua dell'Horus di Ieracompoli, la cui datazione è dibattuta e va dalla VI alla XII dinastia: si tratta di una testa di falco sormontata da una corona costituita di due alte piume stilizzate, i cui occhi in ossidiana imitano lo sguardo penetrante dell'animale. Il Metropolitan Museum of Art di New York possiede invece una statuetta dove il faraone Nectanebo II della XXX dinastia, ultimo sovrano dell'Egitto indipendente, compare molto piccolo fra le zampe di un maestoso falco recante la Doppia Corona dell'Alto e del Basso Egitto (pschent).

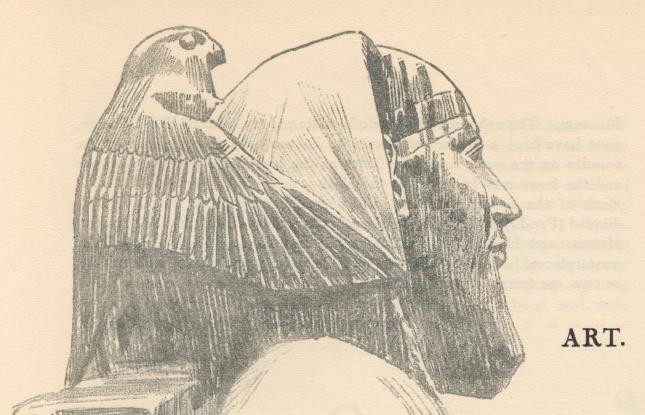
Horus che protegge Chefren (IV dinastia). Riproduzione di una statua conservata al Museo egizio del Cairo.
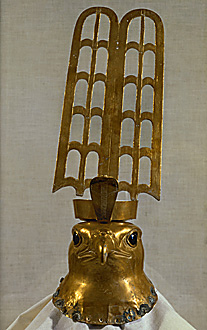
Horus di Ieracompoli, d'epoca incerta. Museo egizio del Cairo.
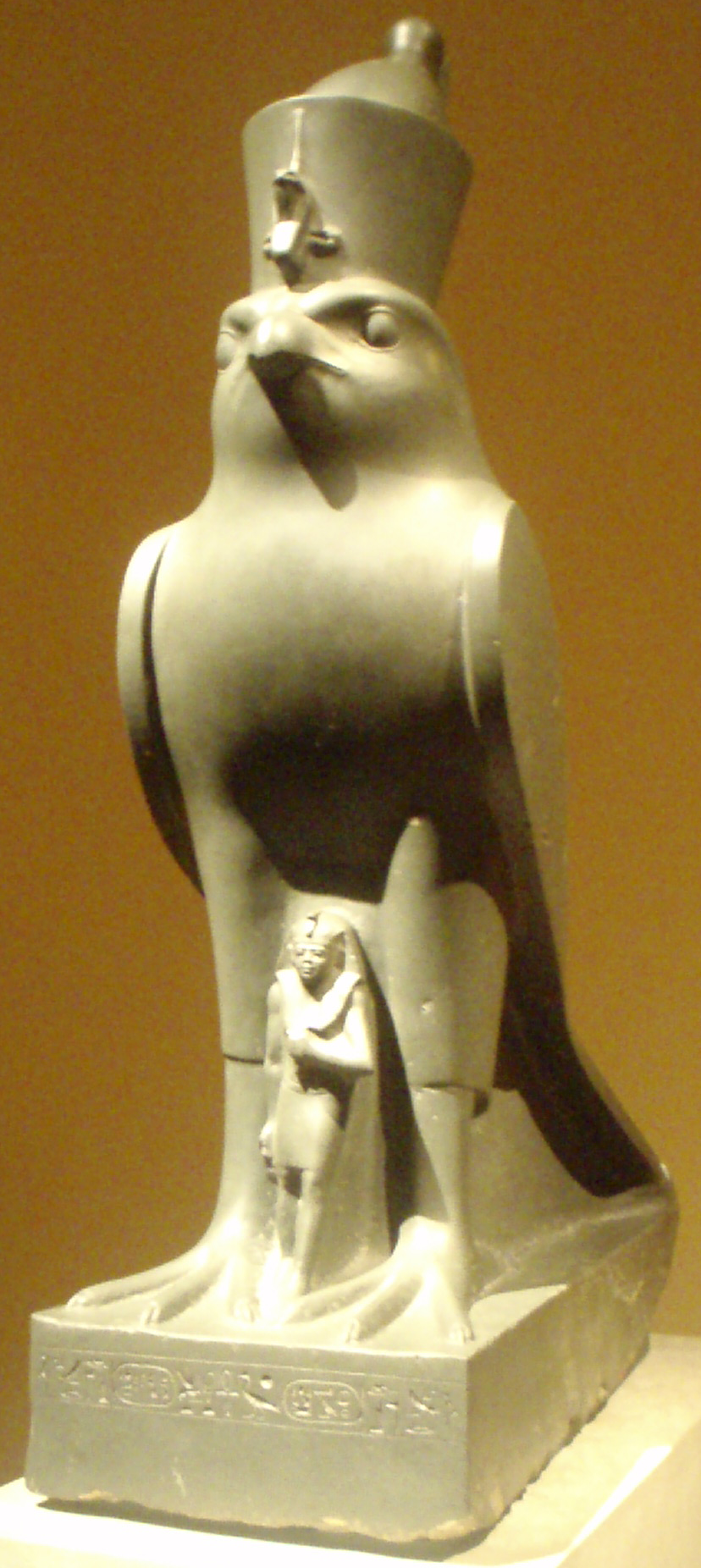
Horus con Nectanebo II (XXX dinastia). Metropolitan Museum of Art, New York.
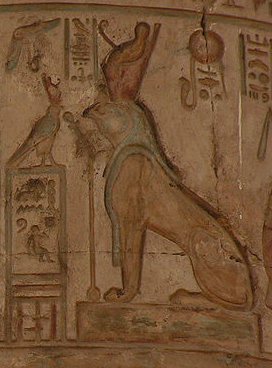
Haroeris, Tempio di Kôm Ombo

### Un dio complesso

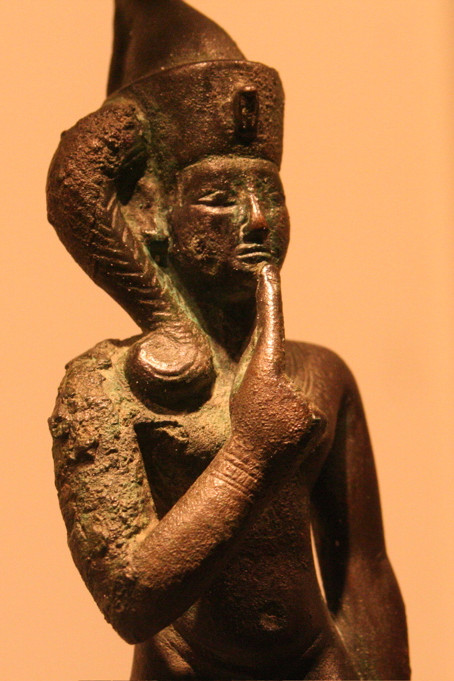
Statuetta di Horus-Arpocrate con la corona faraonica, in bronzo. British Museum, Londra.

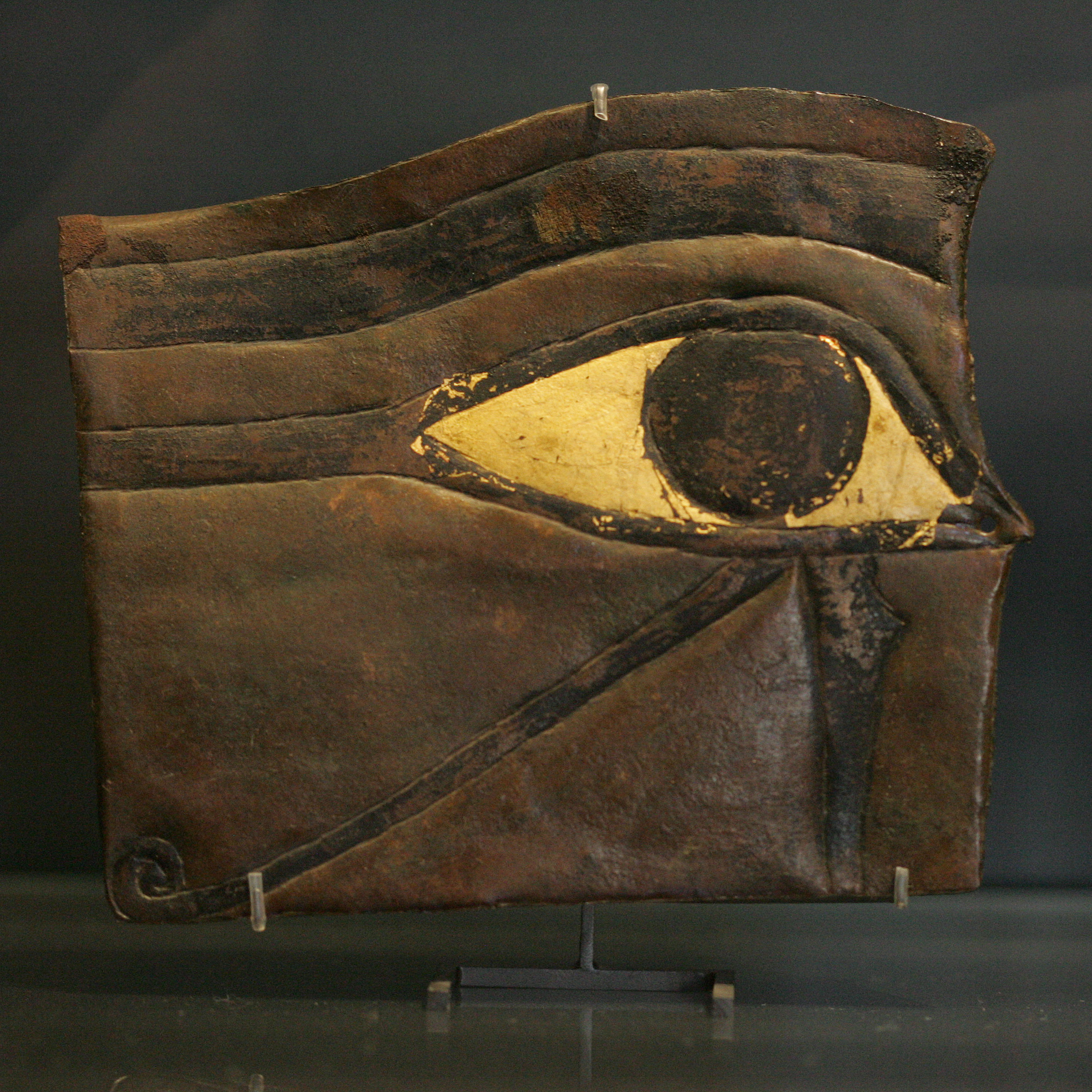
L'Occhio di Horus su una placchetta posta sul ventre di una mummia. Museo del Louvre, Parigi.

Il pantheon egizio comprendeva un grande numero di dei-falco: Sokar, Sopdu, Hemen, Horon, Dedun, Hormerti. In ogni caso, Horus e i suoi numerosi aspetti ebbero sempre il primo posto, senza mai essere soppiantati dalle altre divinità in sembianze di falco (come fu invece per Bastet, inizialmente immaginata come leonessa e poi come gatta, per il prevalere della dea-leonessa Sekhmet). I molteplici aspetti di Horus e i miti che lo riguardano si sono mescolati e confusi nel corso dei millenni; è possibile però distinguerne due forme: una infantile e una adulta. Al culmine del vigore combattivo e della potenza sessuale, Horus diventava Horakhti (Horus dell'orizzonte), il sole allo zenit. A Eliopoli era venerato accanto a Ra. Nei Testi delle piramidi, il faraone defunto è descritto mentre risorge come falco solare. Per un caso di sincretismo — assai frequente nelle credenze religiose egizie — Horakhti venne fuso al demiurgo eliopolitano nella forma di Ra-Horakhti. A Edfu, Horus diveniva Horbehedeti (Horus di Behdet, antico nome di Edfu) o Horus di Edfu, il sole alato primordiale. A Kôm Ombo era venerato nelle sembianze di Haroeris (Horus il Vecchio), dio celeste immaginato come un immenso falco i cui occhi erano il sole e la luna (quando questi astri erano assenti dal cielo, gli egizi credevano che questo dio fosse cieco). A Ieracompoli, antica Nekhen, la capitale dei faraoni arcaici, le sue sembianze erano quelle di Hor-Nekheni, i cui attributi guerrieri e regali erano molto pronunciati. 

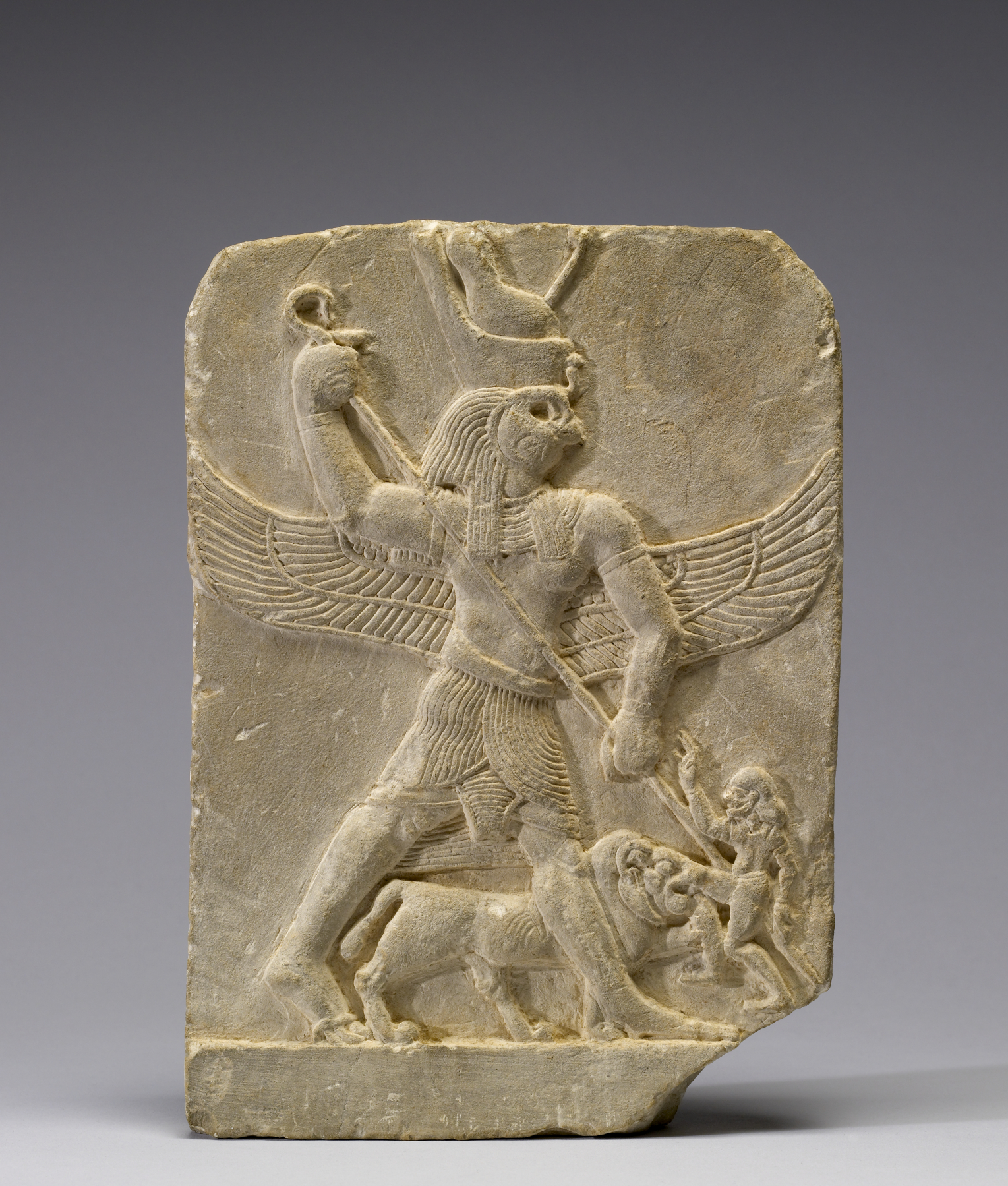
Horus che colpisce un nemico con una lancia, in un rilievo su calcare d'epoca greco-romana. Walters Art Museum, Baltimora.

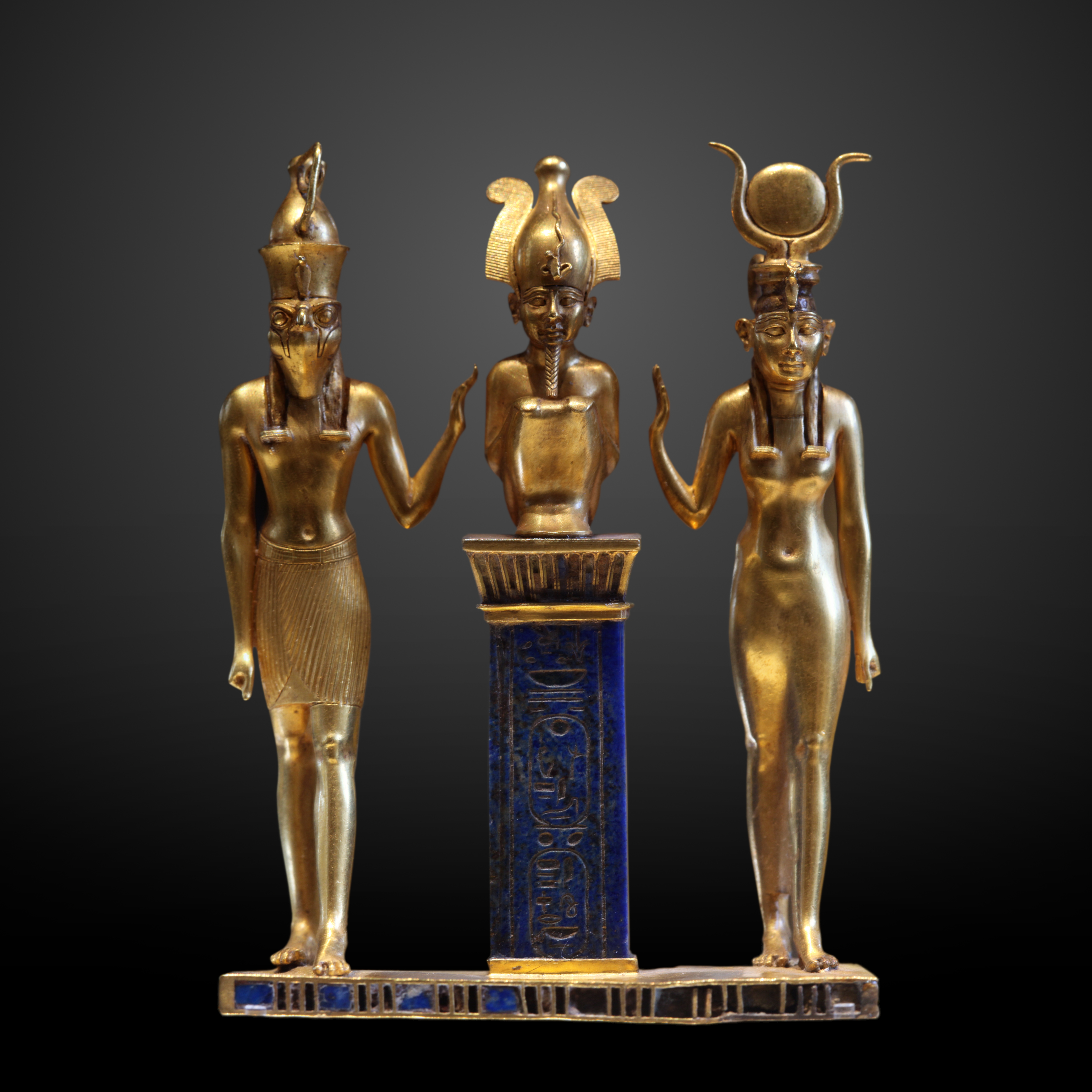
Osiride, al centro, Horus, a sinistra, e Iside in oro e lapislazzuli (pendente di Osorkon II). Museo del Louvre, Parigi.

Erano molteplici anche le forme in cui era adorato Horus bambino. Nel mito di Osiride, Horus è figlio di Iside e Osiride. Quest'ultimo, assassinato dal proprio fratello Seth, dio del caos, è riportato in vita — per il tempo di un rapporto sessuale — dai poteri magici di Iside e Nefti. Da questa unione miracolosa nacque Horus Bambino (Arpocrate), denominato anche Horsaset (Horus figlio di Iside) o Hornedjitef (Horus che si prende cura del padre). Sotto quest'ultimo aspetto, Horus affrontava lo zio Seth per vendicare il proprio padre e, sconfittolo dopo molte peripezie, rivendicava l'eredità di Osiride, divenendo finalmente re d'Egitto. Il valore e la pietà filiale fecero di Horus l'archetipo del faraone. Tuttavia, nel mito, le pretese di Horus sul trono erano duramente contrastate da Seth e, nel corso di uno scontro, Horus perse l'occhio sinistro — poi risanato dal dio Thot. Si riteneva che quest'occhio, chiamato Oudjat od Occhio di Horus, che gli egizi portavano come amuleto, avesse poteri magici e guaritori. Ricostituito pezzo per pezzo da Thot, l'occhio rappresentava anche la luna, dal momento che quest'astro sembra aumentare, di notte in notte, di sempre nuove porzioni. In antitesi a Seth, che rappresenta il caos e la violenza, Horus incarnava l'ordine e — esattamente come il faraone — era garante dell'armonia universale (Maat). Tuttavia, questa opposizione non ridusse la teologia e l'immaginario religioso degli egizi a un mero scontro tra Bene e Male, simboleggiati da Horus e Seth: in un altro mito, Seth era protettore indispensabile di Ra nella sua battaglia notturna contro il malvagio serpente Apopi (probabilmente l'unica entità della mitologia egizia a essere intesa come realmente cattiva) per potere sorgere ogni mattina. Nella concezione egizia, il Bene e il Male erano aspetti complementari della creazione, presenti in tutte le divinità.

## Principali aspetti, forme e titoli di Horus
Dio dalla natura estremamente complessa, Horus condivise il nome e l'aspetto di falco con molti altri dei significativi, minori o locali — che rendono confusa una descrizione univoca della sua genealogia, delle sue caratteristiche e dei suoi ruoli; inoltre, nel corso della plurimillenaria storia egizia, fu investito di un numero sorprendente di titoli ed epiteti. Gli aspetti, le forme e i titoli principali di Horus furono:
- Hor-Akhti, "Horus dei due orizzonti"[35].
- Hor-Behedeti, "Horus di Behedet (Edfu)"[36].
- Hor-Chesemti, "Horus d’Oriente"[37].
- Hor-Em-Akhet (Harmakis), "Horus nell'orizzonte"[38][39].
- Hor-Hekhenu, "Horus degli unguenti"[40][41].
- Hor-Heri-Khenduf, "Horus che siede sul trono"[42].
- Hor-Heri-Uadj, "Horus che siede sulla pianta di papiro"[43].
- Hor-Imi-Shenut, "Horus nella città della rete (Sohag?)"[44][45].
- Hor-Khenti-Khem, "Horus primo in Khem (Letopoli)"[46][47].
- Hor-Khenti-Kheti, "Horus sole che si leva a oriente"[48].
- Hor-Khenty-Irti, "Horus con due occhi sulla fronte"[47][49].
- Hor-Khenty-en-Irti, "Horus dalla fronte senza occhi"[47][50].
- Hor-Khered-Nechen, "Horus neonato".
- Hor-Manu, "Horus di Manu"[51].
- Hor-Mau, "Horus l'unificatore".
- Hor-Medenu (Armotes), "Horus di Meden"[41].
- Hor-Merti, "Horus dai due occhi"[52].
- Hor-Meseni, "Horus di Mesen"[51].
- Hor-Mesenu, "Horus infilzatore".
- Hor-Neb-Hebenu, "Horus signore di Hebenu".
- Hor-Nedj-Itef (Arendotes[43]), "Horus che protettore di suo padre".
- Hor-Nekheni, "Horus di Nekhen (Ieracompoli)"[10].
- Hor-Pa-Khered (Arpocrate), "Horus il Bambino"[53][54].
- Hor-Pa-Neb-Taui, "Horus signore delle Due Terre".
- Hor-Renpi, "Horus giovane".
- Hor-S(a)-Aset (Harsiesi), "Horus figlio di Iside"[55].
- Hor-Sa-Usir, "Horus figlio di Osiride".
- Hor-Semataui (Harsomtus), "Horus che unisce le Due Terre".
- Hor-Shed, "Horus salvatore"[56].
- Hor-Tehenu, "Horus di Libia"[57].
- Hor-Ur (Haroeris), "Horus il Vecchio/Grande"[27].
- Ra-Horakhti, "Ra (che è) Horus dei due orizzonti"[35].

## Dio dinastico

### I Due Contendenti

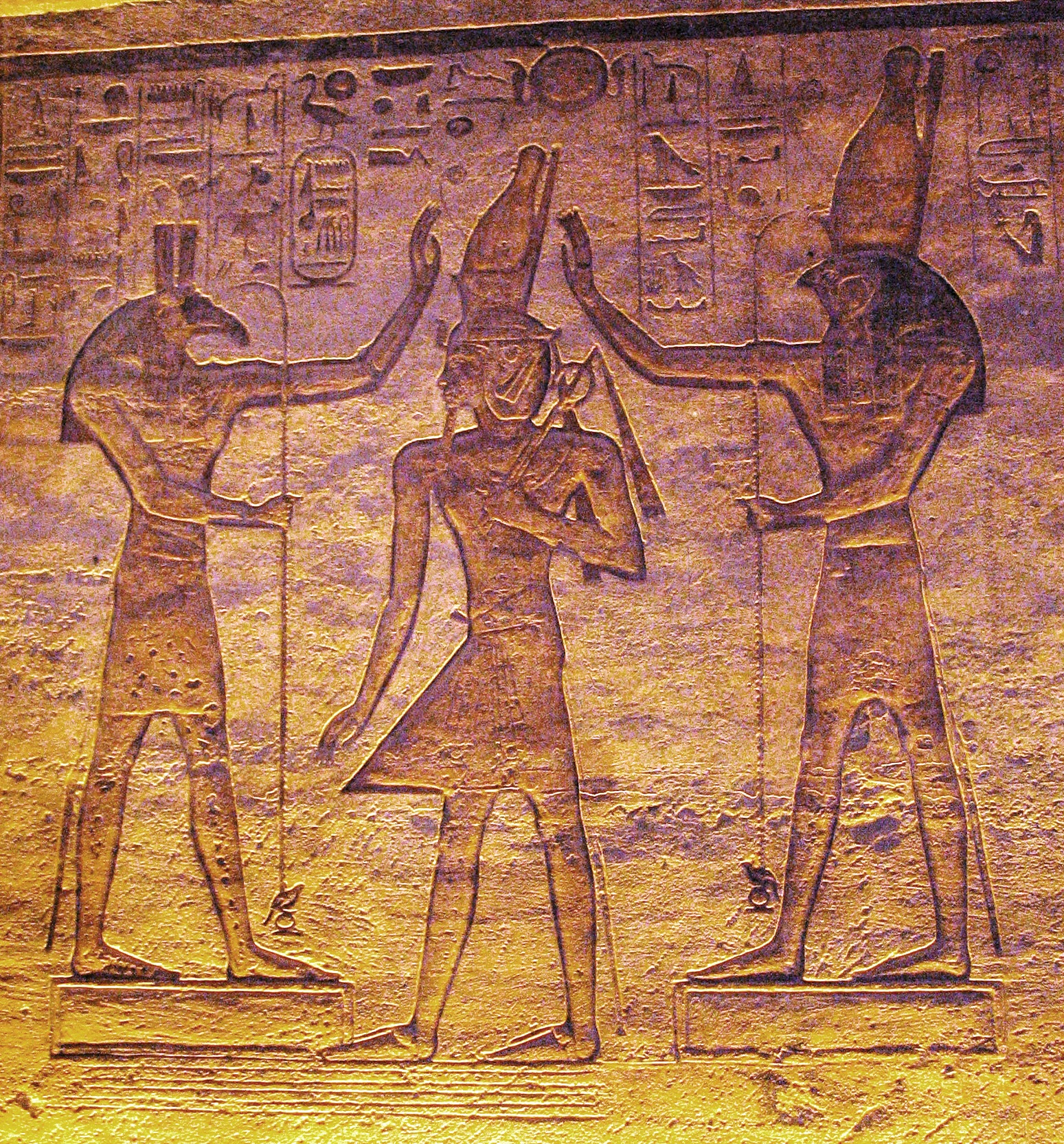
Horus e Seth, a sinistra, mentre incoronano Ramses II, in un rilievo nel Tempio minore di Abu Simbel.

Nella mitologia egizia, Horus era soprattutto figlio di Osiride e nipote di Seth, assassino di quest'ultimo. Benché le figure di Horus e Seth siano estremamente antiche (risalgono al periodo predinastico), Osiride comparve solo più tardi, tra la IV e la V dinastia, nell'immaginario degli egizi. L'integrazione di Osiride nel mito di Horus e Seth, verificatasi nel XXV secolo a.C., fu il risultato di una rivoluzione, o riformulazione, teologica (che l'egittologo francese Bernard Mathieu ha definito "Riforma osiriaca"). I Testi delle piramidi sono i più antichi documenti scritti della civiltà egizia: si tratta di una raccolta di centinaia di formule magiche e religiose incise sulle pareti delle camere sepolcrali nelle piramidi degli ultimi faraoni dell'Antico Regno. La loro elaborazione è però molto più antica e alcune forme particolarmente arcaiche sembrano risalire alla I e II dinastia. Queste iscrizioni citano la contesa fra Horus e Seth senza coinvolgere Osiride: questa assenza può essere interpretata come tenue traccia di un arcaico mito pre-osiriaco. Molte espressioni raggruppano Horus e Seth nei binomi i "Due Dei", i "Due Signori", i "Due Uomini", i "Due Rivali" o i "Due Contendenti". In quell'epoca, il loro mito non era ancora stato fissato in una apposita narrazione, bensì evocato sparsamente in riferimenti e allusioni alla loro inimicizia e alle loro battaglie — nelle quali uno perse l'occhio sinistro, l'altro i testicoli. 
(Testi delle piramidi)

### Horus e la vittoria sul caos

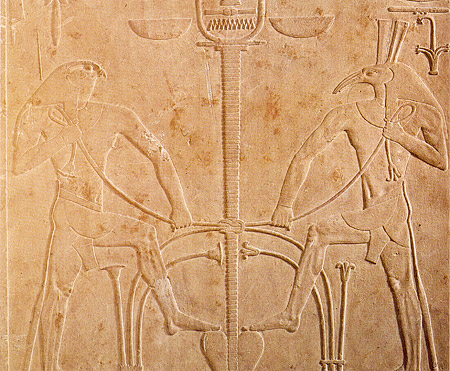
Horus e Seth mentre intrecciano (sema-tauy) il loto e il papiro, emblemi dell'Alto e del Basso Egitto, a simboleggiare l'armonia del Paese proviene dalla pacificazione tra i due dei. Da una statua di Sesostri II proveniente da El-Lisht.

Ai suoi tempi, l'egittologo tedesco Kurt Sethe (1869–1934) ipotizzò che il mito del conflitto tra Horus e Seth sarebbe stato concepito a partire dalla rivalità fra due regni primitivi nell'Alto e nel Basso Egitto. Questa teoria fu inizialmente rifiutata, preferendo considerare una rivalità fra le città di Ieracompoli e Napata, avanzata nel 1960 da John Gwyn Griffiths (1911–2004) nel suo saggio The Conflict of Horus and Seth. 

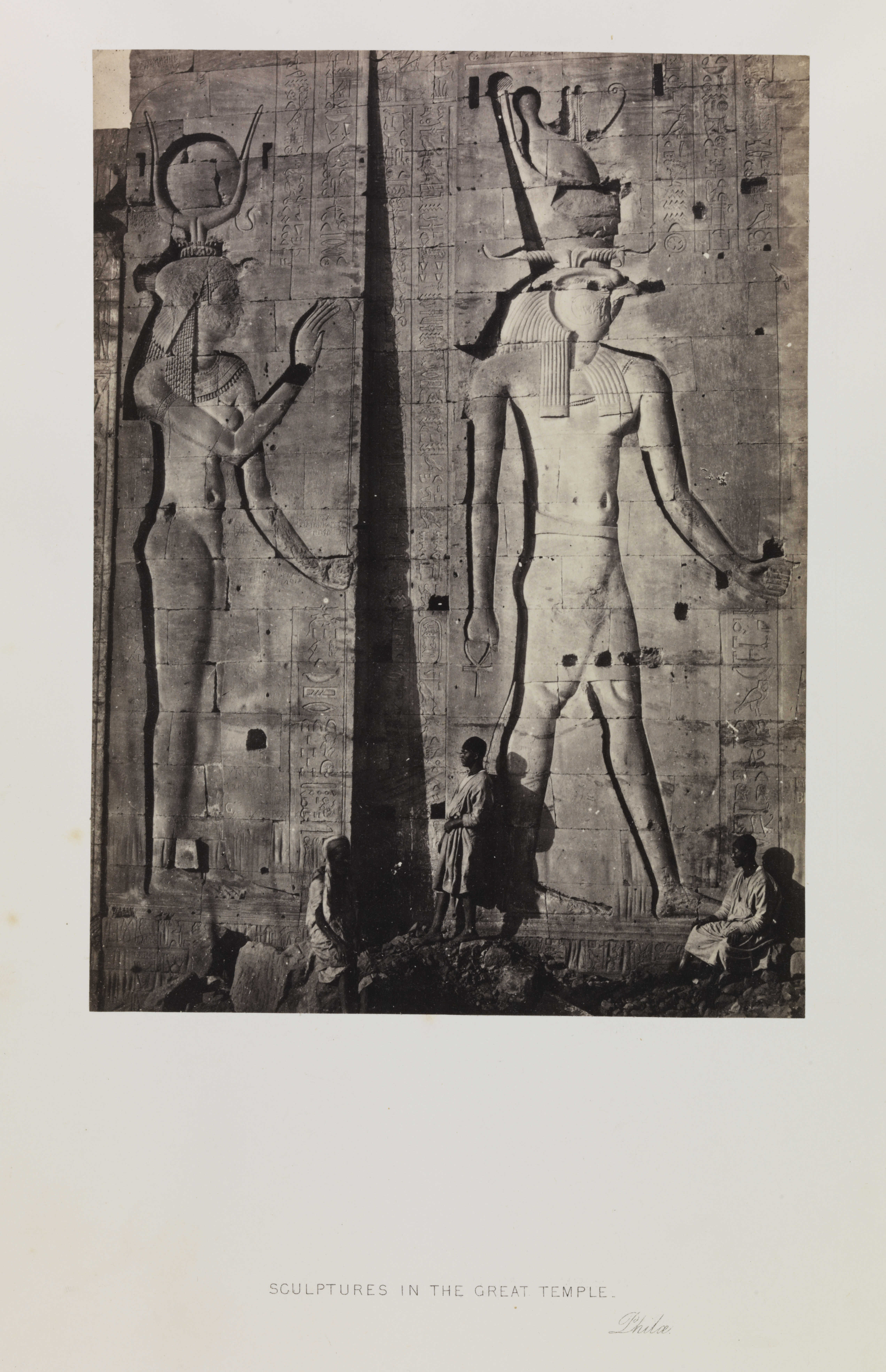
Fotografia d'epoca dei grandi rilievi di Horus e Hathor sul Grande tempio di File (1857).

Fra le più antiche attestazioni iconografiche delle due divinità, il falco di Horus è collegato alla città di Ieracompoli (Nekhen) e il suo rivale Seth alla città di Napata (Ombos). Alla fine del periodo protostorico, queste due città dell'Alto Egitto giocarono un ruolo politico-economico essenziale, al punto che si crearono tensioni tribali generate dalla concorrenza. La lotta dei "Due Contendenti" potrebbe simboleggiare le guerre fra i devoti a Horus, della prima città, e i devoti a Seth dell'altra. Sotto re Narmer, identificabile con il mitico Menes, questo conflitto si sarebbe finalmente risolto a favore di Ieracompoli. Altri studiosi, come Henri Frankfort (1897–1954) e Adriaan de Buck (1892–1959), misero in discussione questa ricostruzione considerando che gli egizi — al pari di altri popoli antichi o primitivi — concepivano l'universo come un dualismo fondato su idee antitetiche ma complementari: uomo/donna, rosso/bianco, cielo/terra, ordine/caos, nord/sud ecc. Da questo punto di vista, Horus e Seth erano perfetti antagonisti: la loro inimicizia raccoglie tutte le antitesi e, infine, l'ordine incarnato da Horus quando sottomette il dio del caos, Seth. Nel 1967, nella sua monografia Seth, God of Confusion interamente dedicata al turbolento Seth, Herman te Velde abbracciò questa lettura. Te Velde riteneva che il mito arcaico della lotta di Horus e Seth non potesse essersi originato esclusivamente a partire da fatti bellici verificatisi all'alba della civiltà faraonica. Contrariamente a Horus che incarnava l'ordine dello Stato faraonico, Seth era visto come un dio senza inibizioni, irregolare, confuso e perfino bisessuale (cercò senza successo di violentare Horus e Iside). I testicoli di Seth simboleggiavano gli elementi burrascosi tanto del cosmo (tempeste, bufere, tuoni) quanto della vita sociale (crudeltà, rabbia, crisi e violenza). Da un punto di vista rituale, l'Occhio di Horus simboleggiava le offerte presentate alle divinità, in netto contrasto con i testicoli di Seth. Perché l'armonia potesse trionfare, nelle idee degli egizi, Horus e Seth avrebbero dovuto essere in pace e andare d'accordo. Una volta sconfitto, Seth formava con Horus una coppia pacificata a simboleggiare il buon governo del mondo. Quando il faraone si identificava con queste due divinità, intendeva incarnare l'equilibrio di tutti gli opposti.

### Investitura dei faraoni

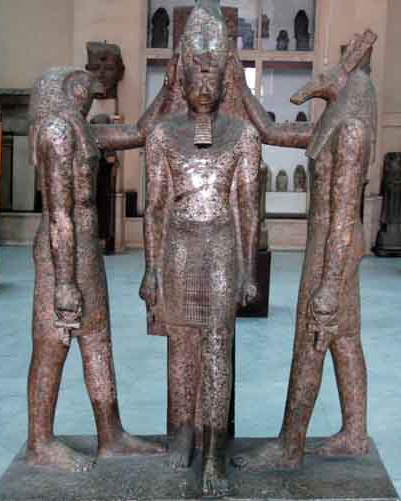
Gruppo statuario di Ramses III incoronato (1186 a.C.) da Horus, a sinistra, e Seth. Museo egizio, Il Cairo.

L'incoronazione del faraone era un insieme complesso di rituali il cui esatto ordine non è stato ancora stabilito con certezza. Il Papiro drammatico del Ramesseum, molto frammentario, sembra una guida o un commentario illustrato al cerimoniale per l'ascesa al trono di Sesostri I (ca. 1970 a.C.). L'interpretazione di questo documento è particolarmente ardua e tuttora dibattitua. Secondo il tedesco Kurt Sethe e il francese Étienne Drioton (1889–1961) l'investitura faraonica doveva essere una sorta di rappresentazione sacra, con il nuovo sovrano come attore principale: l'azione sarebbe stata incentrata su Osiride e Horus e il suo sviluppo si basava sul mito arcaico dello scontro tra Horus e Seth, con l'aggiunta del più recente episodio di Seth condannato a portare la mummia di Osiride. In linea con il concetto di dualità che permeava numerosi aspetti della mentalità egizia, il Paese era l'unione delle "Due Terre", simboleggiate dalla doppia corona regale pschent (le "Due Potenze") — fusione della corona rossa del Basso Egitto con la corona bianca dell'Alto Egitto; parimenti il faraone incarnava i "Due Rivali" , cioè l'Horus di Ieracompoli e il Seth di Napata. Quest'ultimo era tuttavia subordinato al primo e, nei testi, il primo posto era sempre concesso a Horus. Emblemi della decisiva unificazione del Paese, Horus e Seth simboleggiavano l'autorità monarchica. Durante la I dinastia, il re in carica era un "Horus-Seth", come indica una stele risalente al regno di Djer (ca. 3100 a.C.), mentre la regina era "Colei che vede Horus, scettro hetes di Horus, colei che asseconda Seth"; in seguito, sotto Cheope (ca. 2589 a.C.–2566 a.C.), il titolo delle regine fu semplificato in "Colei che vede Horus e Seth"). Durante la II dinastia, invece, il falco di Horus e il canide di Seth sormontavano, insieme, il serekht di re Khasekhemui (ca. 2875 a.C.). Durante l'Antico Regno, l'iconografia reale mostrava la coppia Horus-Seth che incoronava il faraone mentre, durante il Medio Regno, si diffusero le rappresentazioni dove i due figuravano nell'atto di intrecciare una pianta di loto e una di papiro, piante araldiche delle Due Terre: questo tipo di immagini prendeva il nome di sema-tauy, o rito della "Riunificazione delle Due Terre".

### Nella titolatura regale

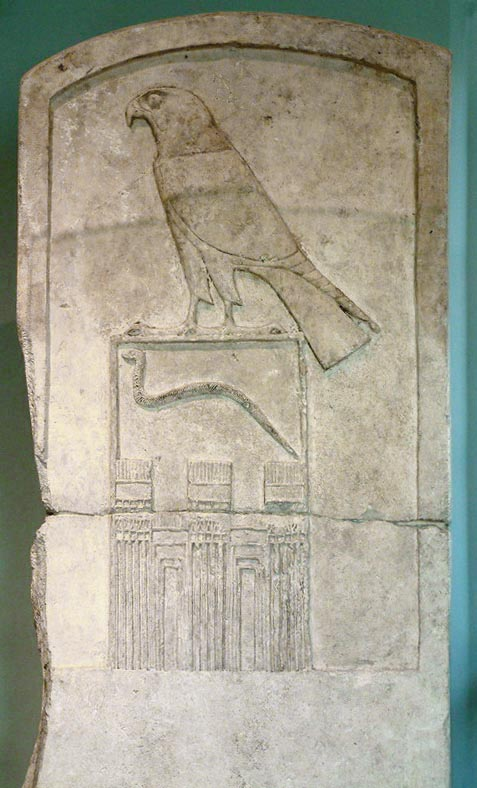
Stele del serekht del faraone Djet della [[II dinastia egizia|I
dinastia]]. Museo del Louvre, Parigi.

La titolatura del faraone aveva una grande importanza ed era investita di notevoli significati magici. Si arricchì sviluppandosi durante la I dinastia per poi raggiungere la propria formulazione definitiva, con cinque nomi, durante la V dinastia. L'insieme di questi cinque nomi costituiva il ren-maa, o "nome autentico", con il quale il faraone definiva la propria natura divina. La titolatura era stabilita al momento dell'incoronazione, ma poteva subire dei cambiamenti nel corso del regno a seconda delle circostanze politiche (fu il caso di Siptah) o delle tendenze religiose del momento (Akhenaton): comunque, eventuali modifiche del ren-maa segnalarono sempre deviazioni, nelle intenzioni del sovrano, rispetto a quando questi era asceso al trono. 

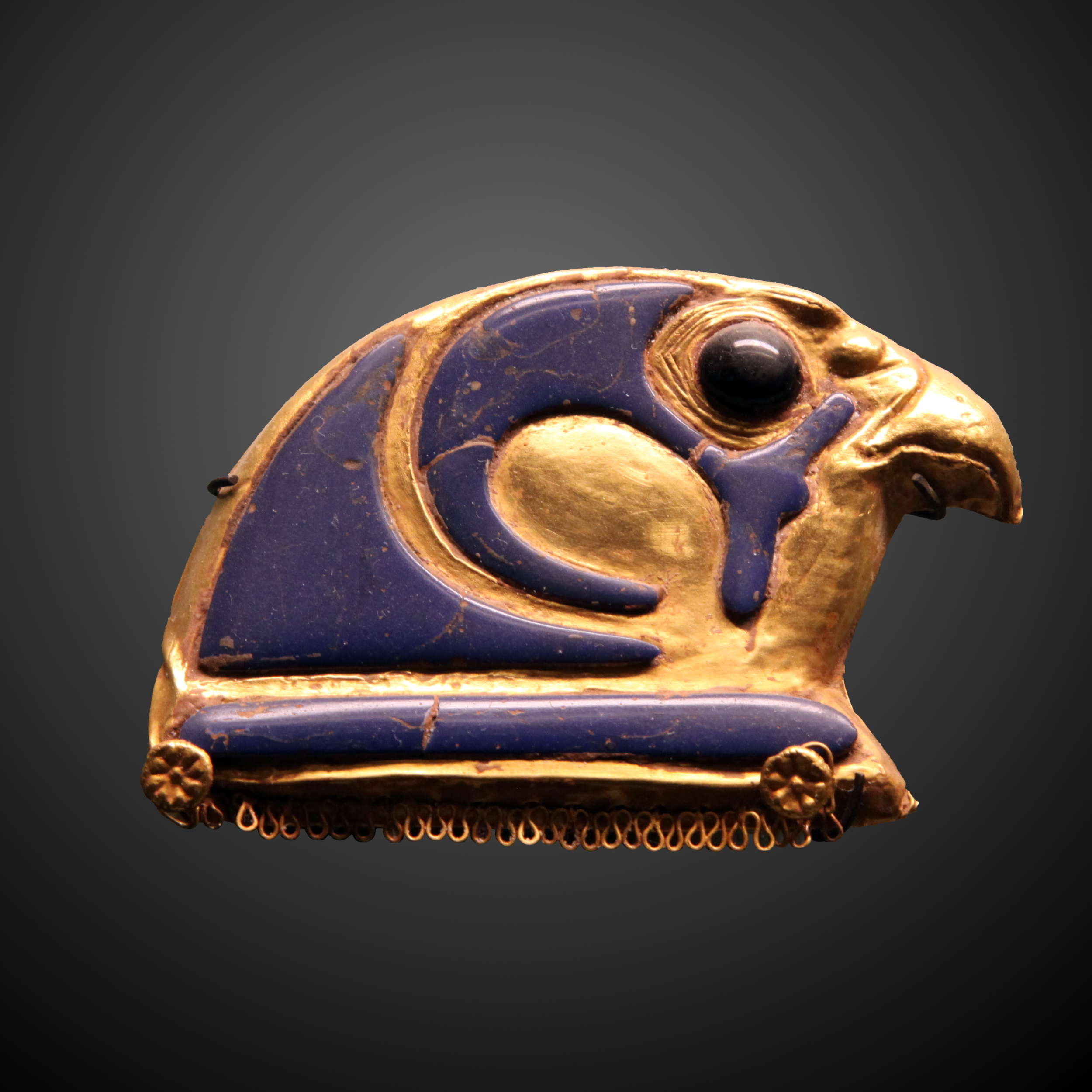
Pezzo di pettorale con una testa di Horus, in oro e vetro. Museo del Louvre, Parigi.

Quali che fossero i suoi aspetti — falco celeste, dio creatore o figlio di Osiride — Horus fu sempre il dio dinastico per eccellenza, fortemente connesso alla figura del sovrano. Di conseguenza, la prima componente del quintuplice nome del faraone era il "Nome d'Horus", già portato dai re della dinastia 0, predecessori di Narmer, considerato il primo faraone. Fin dalle origini, il "Nome d'Horus" fu inscritto all'interno di un serekht, cioè un rettangolo sempre sormontato da un falco. Il registro inferiore rappresentava la facciata idealizzata di un palazzo reale sormontata, nel registro superiore (che è l'interno del palazzo stesso visto dall'alto), dal "Nome d'Horus" del sovrano. Il significato del serekht è evidente: il re nel suo palazzo era come Horus in terra, sua incarnazione e suo legittimo successore sul trono d'Egitto. Durante la I dinastia, il "Nome d'Horus" era seguito dal "Nome nesu-bity" (o praenomen), simbolo dell'unione delle Due Terre, e dal "Nome Nebty" (cioè "delle Due Signore"), riferito alle dee Uadjet e Nekhbet, tutelari dell'Alto e del Basso Egitto. In seguito, sotto la IV dinastia, si aggiunsero il "Nome d'Horus d'oro", la cui interpretazione è incerta; sembra che, durante l'Antico Regno, questo nome fosse percepito come emblema dell'unione di Horus e Seth riconciliati nella persona del monarca. Infine, con il faraone Djedefra, apparve il quinto ed ultimo nome, il "Nome Sa-Ra" (cioè "del Figlio di Ra"), che determinava il re come figlio di Ra, altro dio-falco dagli aspetti celesti e solari.

## Culto di Horus: nascita ed evoluzione

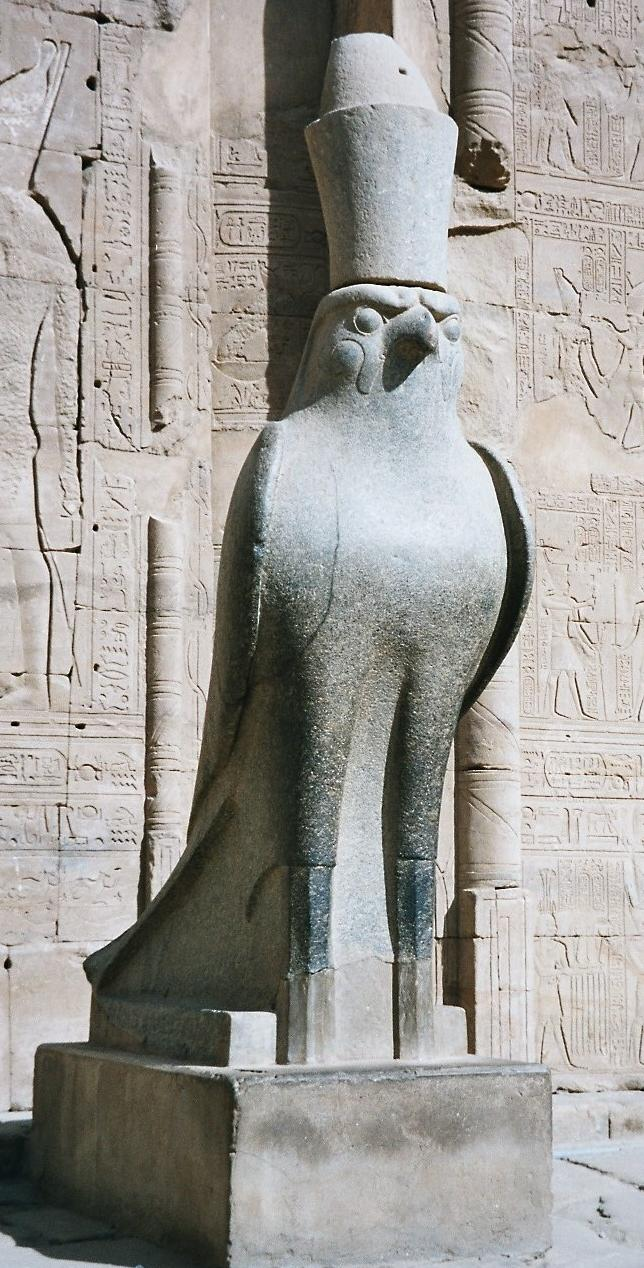
Statua di Horus (Tempio di Edfu, Egitto)

Estremamente complessa e articolata è la genealogia del culto di Horus in cui si sovrappongono anche differenti cosmogonie in cui prevale, tuttavia, l'assimilazione del dio falco con il sole.
Secondo alcune ipotesi, Horus era originariamente un dio protettore del 3° nomo del Basso Egitto che, in periodo preistorico, aveva avuto gran parte nell'unificazione del regno sotto le dinastie eliopolitane. Da questo nomo, nel corso della III dinastia, sarebbe derivata la rivolta che avrebbe portato al superamento dello scisma sethiano (vedi sezione successiva). Da tale vittoria sarebbe scaturita, peraltro, la leggenda di Horus vendicatore di suo padre Osiride sul dio Seth.
Due località, rispettivamente dell'Alto e del Basso Egitto, Behdet (forse l'odierna Edfu) e Imaret nel III nomo, si contesero a lungo il titolo di primazia sulla nascita di Horus. Imaret cambiò successivamente il suo nome in Dimanhoru, che recava in sé il nome del dio che echeggia ancora nel nome arabo attuale Damanhur.
A Behdet, Horus assunse forma umana con testa di falco, armato di arco e frecce e di una lancia la cui cuspide era sostenuta da una testa di falco; tale figura acquistò dignità divina guerriera, a sua volta, con il titolo di Horus Behedeti.

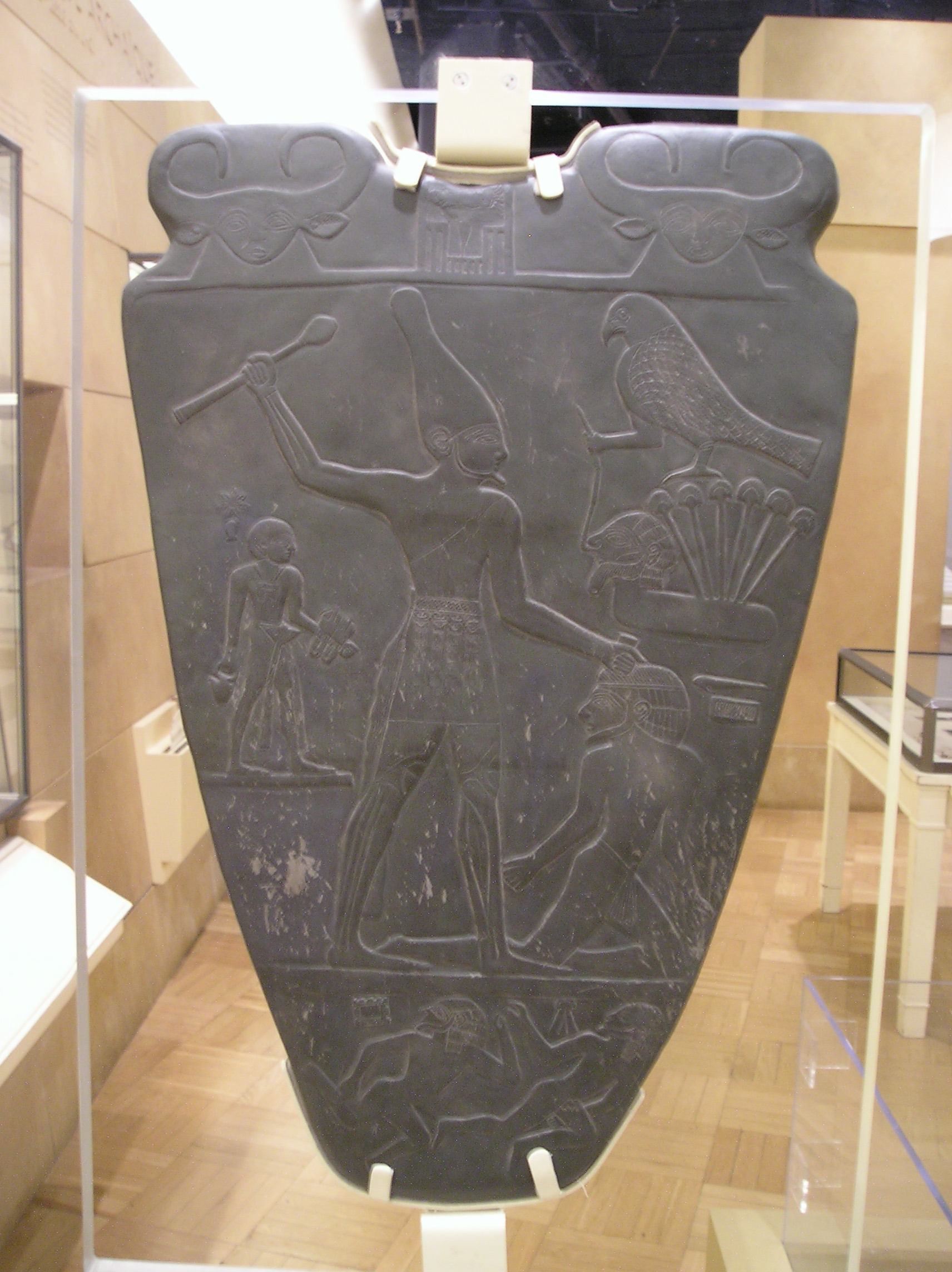
Il verso della tavoletta di Narmer, in cui il dio Horus sovrasta il prigioniero con i tratti somatici tipici delle popolazioni del Delta (Museo egizio, Il Cairo)

Altri studi vogliono che il culto di Horus sia nato nel Delta nilotico e che esso penetrò nell'Alto Egitto a seguito di guerre di conquista predinastiche contro popolazioni adoratrici del dio Seth; in tal senso, il conflitto e lo scontro tra Horus e Seth, come vuole la mitologia egizia, avrebbero perciò un fondamento reale. Anche il nome del re Horus d'Oro avrebbe precisi riferimenti alla sottomissione di popolazioni adoratrici di Seth; il dio Horus, infatti, poggia sul geroglifico nbw (leggi nebu), ovvero oro, ed uno dei centri in cui maggiormente era adorato Seth era Nebet, ovvero Città dell'Oro.
Di converso altri studi indicano l'Alto Egitto quale patria di nascita di Horus e il re Menes/Narmer, unificatore dell'Egitto e primo dei re dinastici, quale veicolo di penetrazione del culto nel Basso Egitto e nell'area del Delta. Ciò troverebbe fondamento iconografico nella tavoletta di Narmer, una lastra commemorativa in siltite che evocherebbe la vittoria sui popoli del nord, in cui il re brandisce una mazza da guerra mentre si accinge a colpire un nemico; in alto, a destra, sovrastante il simbolo dei papiri che rappresentano appunto il Delta, un falco stringe nell'artiglio una fune legata al naso di un altro prigioniero che reca i caratteri somatici tipici delle genti del Basso Egitto. Sul recto della tavoletta, inoltre, in una sorta di marcia trionfale del re Menes/Narmer, due stendardi dei distretti vincitori portati da altrettanti alfieri, recano alla sommità il simbolo del falco quasi a confermare la supremazia del dio.

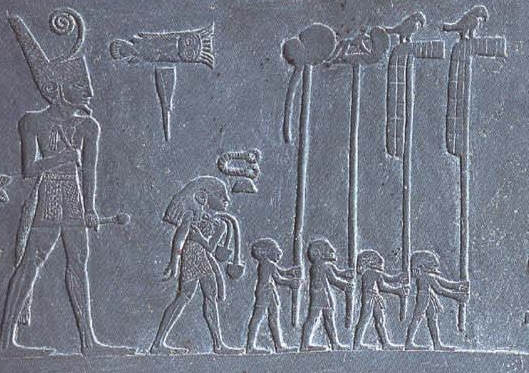
Particolare del recto della tavoletta di Narmer, in cui due stendardi sovrastati dal falco partecipano alla marcia trionfale (Museo egizio, Il Cairo)

Anche la città di Nekhen, a circa 80 km. da Luxor nell'Alto Egitto, adorò fin dal periodo predinastico un dio dalla testa di falco, Nekheni, il cui capo era sovrastato da due alte piume. Una statua della VI dinastia, rinvenuta dall'egittologo Quibell nel 1898 presenta un tale copricapo pur essendo ormai il dio stato pienamente assimilato ad Horus. Tale fu il radicamento del culto di Horus a Nekhen, che i greci, millenni dopo, chiamarono la città Hieraconpolis, ovvero Città del Falco.
È perciò palese che Horus, già in periodo predinastico, ed ancor prima dell'unificazione della I dinastia era considerato, sia nel sud che nel nord del Paese, dio protettore dei re tanto che questi venivano indicati con il termine Horus Vivente poi confluito, in epoca dinastica, nel Nome di Horus e ribadito nel successivo nome Horus d'Oro. 
Il geroglifico rappresentante il nome Horus d'Oro, bik-nebu: 
| G8 |

 costituito dai due segni 
| G5 |

bk (leggi bik) e 
| S12 |

nbw (leggi nebu)

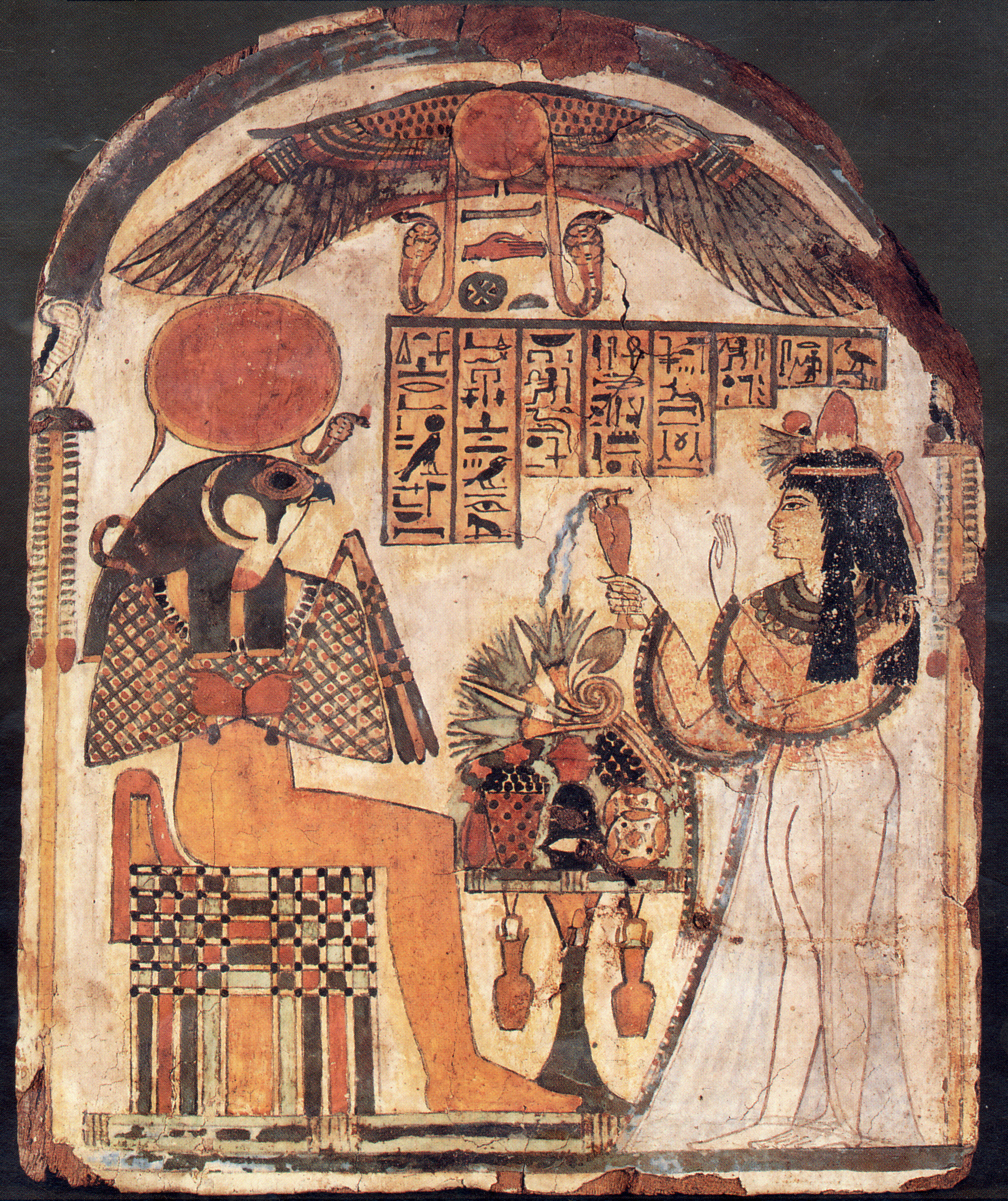
Una defunta, Djed-khonsu-iwes-ankh, porge cibo, acqua e fiori al dio Ra-Horakhti

Anche se Horus era una delle più antiche divinità dell'Egitto, ben presto i sacerdoti di Heliopolis cercarono di scalzarne il predominio ponendogli accanto il dio Ra, ovvero il sole. Si ritiene che la fusione Ra-Hor-Akhti, ovvero Ra e Horus dei Due Orizzonti, rappresentata da un uomo con la testa di falco che reca sul capo il disco solare, sia la dimostrazione di un compromesso tra le due classi sacerdotali; tuttavia si rese necessario differenziare il culto del dio falco da quello strettamente solare dando così ad Horus la condizione di figlio di Osiride ed Iside, vendicatore del proprio padre assassinato e smembrato da Seth. Da tale situazione derivarono altre denominazioni sincretiche di Horus: Hor-Sa-Isis, ovvero Horus figlio di Iside; Hor-mer-tef, Horus vendicatore di suo Padre; Hor-Pi-chrod, Horus il bambino (sott. di Iside). Quest'ultimo epiteto verrà adottato millenni dopo dai greci con il nome di Arpocrate, rappresentato come un fanciullo con l'indice della mano destra in bocca.

Rappresentazione di Horus nella forma di falco con la Doppia corona.

Nella sua forma di Hor-Sa-Isis, figlio di Iside, Horus era invece considerato amico e protettore dei morti incarico in cui era aiutato da quattro altri dei, i suoi figli divenuti, durante il Secondo Periodo Intermedio, protettori dei visceri che venivano estratti dal corpo del defunto e che venivano, dapprima riposti in una cassetta a quattro scomparti.
Durante il Nuovo Regno e segnatamente con la XIX dinastia, si instaura l'usanza di vasi canopici distinti, dotati di coperchi che rappresentano le teste dei quattro Figli di Horo. Anche quando, durante il Terzo Periodo Intermedio e la XXI dinastia, gli organi verranno imbalsamati a parte e reinseriti nel corpo del defunto, sopravviverà l'usanza dei vasi canopici, in questo caso solo simulacri giacché non cavi all'interno, recanti le teste dei quattro dei:
- Imset (umana), per il fegato;
- Hapi (babbuino), per i polmoni;
- Qebehsenuf (falco), per gli intestini;
- Duamutef (sciacallo), per lo stomaco.

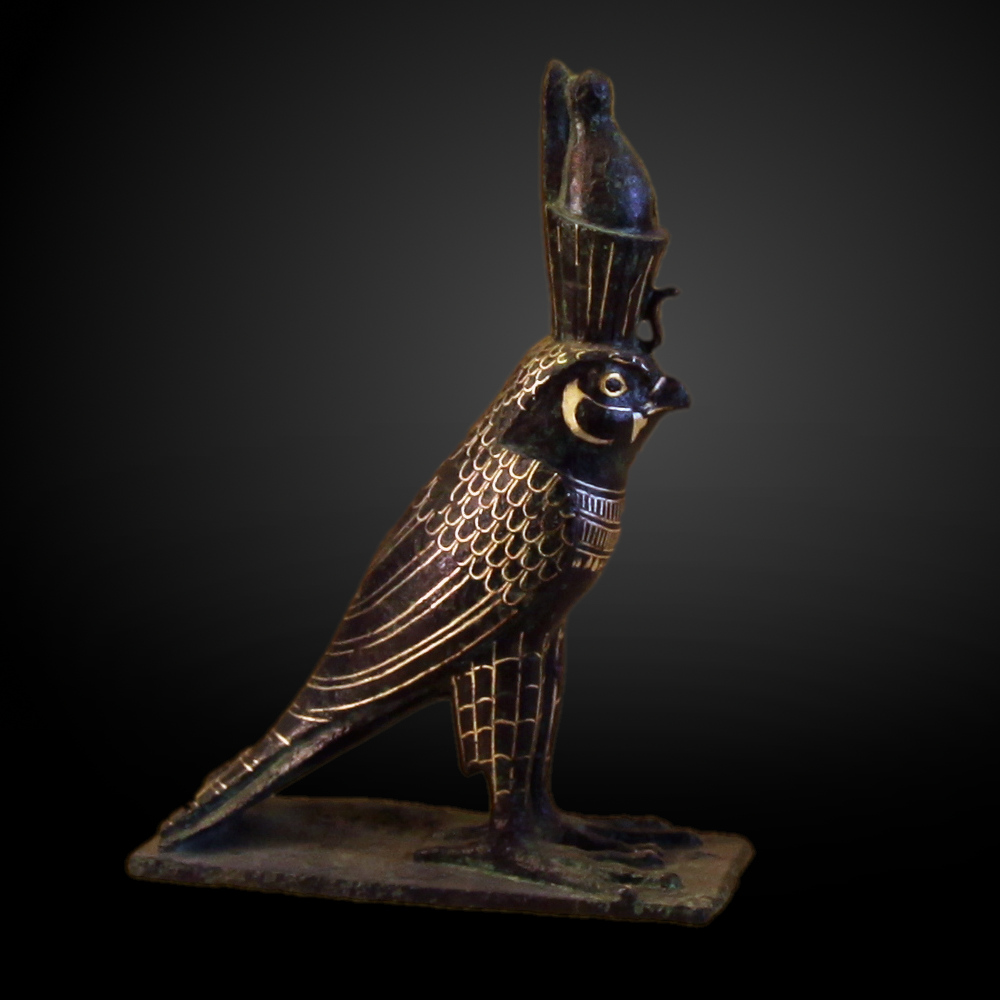
Statuetta di Horus in forma di falco (Museo del Louvre, Parigi)

## Lo scisma sethiano

Serekht sovrastato dal dio Seth, che sostituì per un periodo il Nome di Horus del faraone Peribsen

Verso la fine della II dinastia, con lo spostamento della capitale ad Abido, il re Peribsen, con quello che va sotto il nome di scisma sethiano, sostituì il dio dinastico Horus con il dio Seth, nemico di Horus, e il Nome di Horus scomparve, perciò, dalla titolatura regale Con la III dinastia, ed il re Khasekhemui, si pervenne ad una sorta di compromesso ed il serekht venne sovrastato da entrambe le divinità affrontate. Nella III dinastia, il Nome di Horus venne poi ripristinato e una tale condizione di dualità non si ripeterà mai più nel corso della millenaria storia dell'Egitto antico.

## I miti di Horus ed il culto a Edfu
Molteplici sono i miti riguardanti Horus basati sulla sua nascita e sul suo ruolo di vendicatore del padre Osiride. Il Papiro Chester Beatty I, in ieratico risalente al regno di Ramses V, ma molto probabilmente riscrittura di un testo di epoca precedente, narra una delle più antiche versioni della Disputa tra Horo e Seth durata ottanta anni.
Nel tempio di Horus a Edfu, l'antica Wetjeset-Hor (ovvero Il Luogo dove si celebra Horus), viene data notevole importanza ai miti riguardanti la lotta tra Horus e Seth. Uno dei nomi del tempio era, infatti Djebat, ovvero Città del Castigo, con riferimento al fatto che in questa località Horus avrebbe vendicato il padre Osiride. 
Ancora a dimostrazione dell'importanza del culto di Horus, si consideri che tutte le pareti del tempio sono ricoperte di testi in corsivo e geroglifico particolarmente complessi e di difficile interpretazione (tanto che molti non sono stati ancora tradotti) giacché i sacerdoti tolemaici pensarono di riportare, per iscritto, tutti gli elementi mitologici, narrativi e cultuali che, sino ad allora, erano stati tramandati verbalmente, di generazione in generazione, o trascritti su papiro facilmente deperibile.
Particolarmente importante era, per i sacerdoti di Horus ad Edfu, il Rito del Mattino: molto prima dell'alba veniva sacrificato un bue; all'alba il re, ed in sua sostituzione il Grande Sacerdote che recava l'epiteto de "Il re stesso", entrava nella Stanza del Mattino ove si purificava con acqua, incenso e natron; si recava quindi, rigorosamente da solo, al Santuario ove spezzava i sigilli in argilla apposti la sera precedente e rivelava il volto del dio. Dopo varie liturgie purificatrici poggiava le sue mani sul dio, lo liberava cioè dagli indumenti notturni e lo lavava incensandolo; lo rivestiva quindi con un drappo bianco, seguito da uno verde ed uno rosso; fissava, infine, un collare di gemme al collo del dio purificandolo ancora con incenso. Prima di richiudere le porte del Santuario dotava il dio dei simboli regi: il pastorale, la frusta, la corona e lo scettro, gioielli vari. Il Grande sacerdote usciva quindi camminando all'indietro e spazzando il terreno davanti a sé, per cancellare le proprie orme, con una pianta detta hdn (leggi heden). L'ultima operazione consisteva nell'incensamento del Santuario, cui aveva apposto nel frattempo un sigillo di argilla, girandogli attorno. Un cerimoniale ridotto, ma sostanzialmente analogo, si svolgeva durante il Rito di mezzogiorno ed alla sera quando il dio veniva spogliato, rivestito degli abiti notturni e riposto nel suo tabernacolo per la notte.

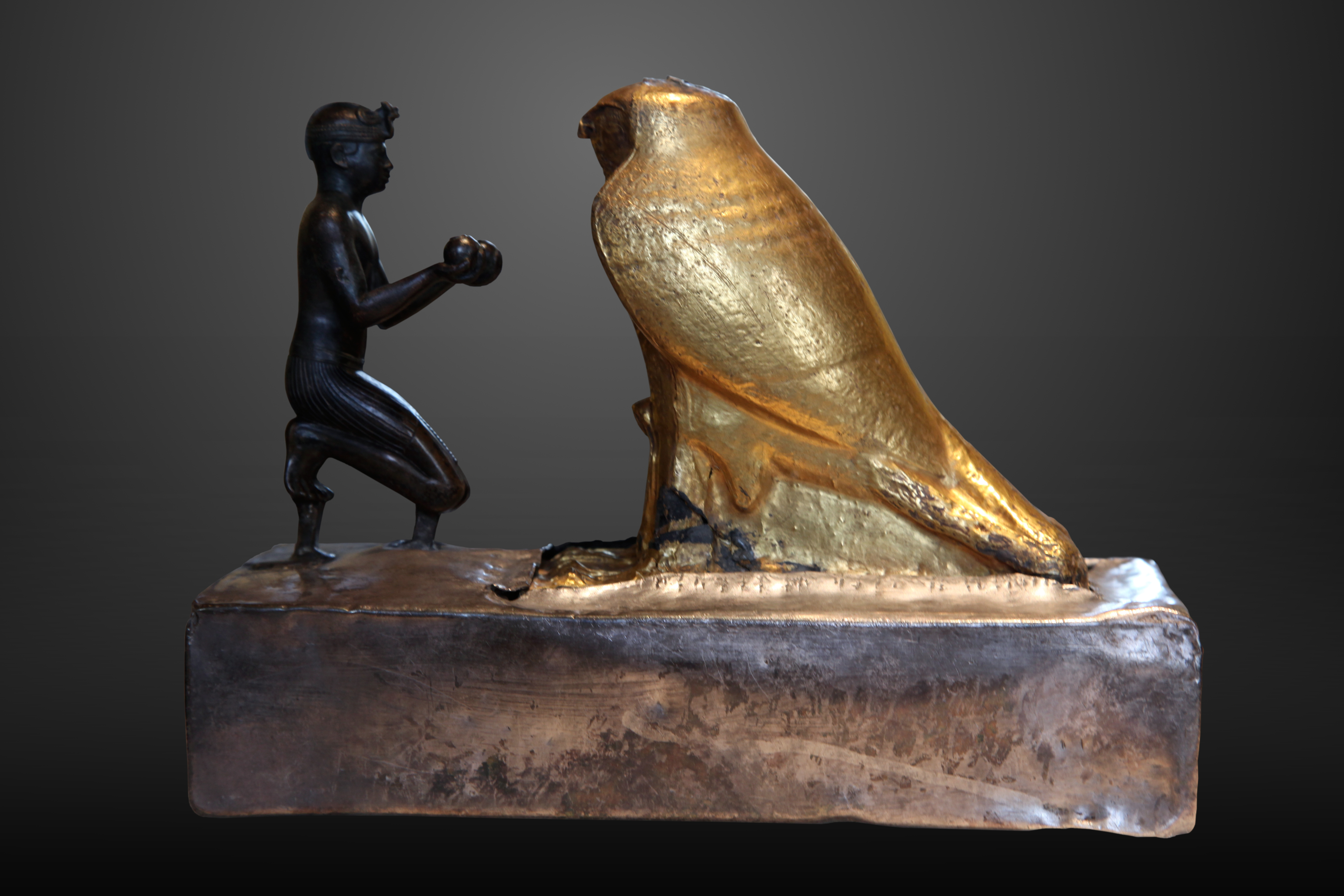
Statuetta di un'offerta al dio Horus (Museo del Louvre, Parigi)

Anche nel mito osiriaco della morte e resurrezione del dio, Horus acquista particolare importanza giacché a lui spetta, come successore del padre Osiride e dopo l'azione vendicatrice nei confronti dei suoi nemici, l'operazione dell'apertura della bocca e degli occhi del predecessore consentendogli così di mandare fuori l'anima, di mettersi in cammino, mentre il corpo rimane legato alla terra; il sorgere di Orione nel cielo meridionale, dopo il lungo periodo di invisibilità, è il segno della rinascita e dell'inizio della nuova stagione.
Altra versione del mito di Horus è reperibile, in forma poetica, nel Libro dei morti in cui l'intervento di Horus consente al defunto dio di risorgere e di inviare la benefica piena nilotica.
Risale invece ai Testi dei sarcofagi un vero e proprio testo drammatico, che molto probabilmente veniva recitato, che si apre con l'invocazione di Osiride a Horus: Oh Horus, vieni a Busiris! ...solleva l'anima mia, istilla il rispetto per me, diffondi la mia autorità. Poco oltre Horus risponde: [Osiride]...metti in movimento l'anima tua...tu sarai il padrone completo qua [in terra].
In ogni caso Horus, anche quando non è protagonista del testo, appare tuttavia come salvatore del mondo ed eroe per eccellenza destinato a riportare l'ordine nel caos. Nel mito che lo vuole nascosto dalla madre, Iside, tra le paludi del Delta, il suo sonno viene vegliato da grandi dee come Nephtys, Sekhat-Hor, Neith, Selkis, nonché dalle Sette vacche di Hathor che rappresentano l'intera volta celeste.
Ma i miti di Horus si perpetuarono anche in periodo cristiano. Plutarco, vissuto nel I secolo d.C., narra infatti, che Seth, fratello di Iside e Osiride, invidioso di quest'ultimo, organizzò un complotto e rinchiusolo in una bara a sua forma, affidò quest'ultima al mare. La Dea Iside, sposa di Osiride, ritrovò la bara contenente lo sposo/fratello a Byblos e la riportò nel Delta nilotico ove, per magia, fece resuscitare Osiride per il tempo necessario a concepire Horus che, una volta nato, nascose poi nei canneti fluviali fino a quando il dio non sfidò l'assassino di suo padre, nel frattempo smembrato in quattordici pezzi da Seth, vendicandolo. Accenni al mito di Horus si ritrovano, infine, ne Le metamorfosi di Apuleio, II secolo d.C., testo incentrato tuttavia sui culti misterici legati alla dea Iside.

## Forme secondarie

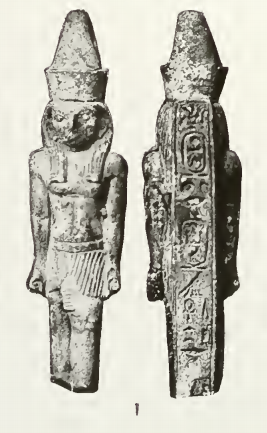
Amuleto di Horus con, sul retro, i cartigli di Necao I (XXVI dinastia), in ceramica. Petrie Museum, Londra.

Horus era onnipresente nell'antico Egitto: ogni città o borgo di una quale importanza hanno restituito tracce del suo culto. Oltre agli aspetti fondamentali del mito, questo dio fu ma mano investito anche di aspetti secondari: difensore del Paese, guardiano dei confini, protettore dei defunti e delle mummie, infilzatore di demoni e bestie selvagge ecc.

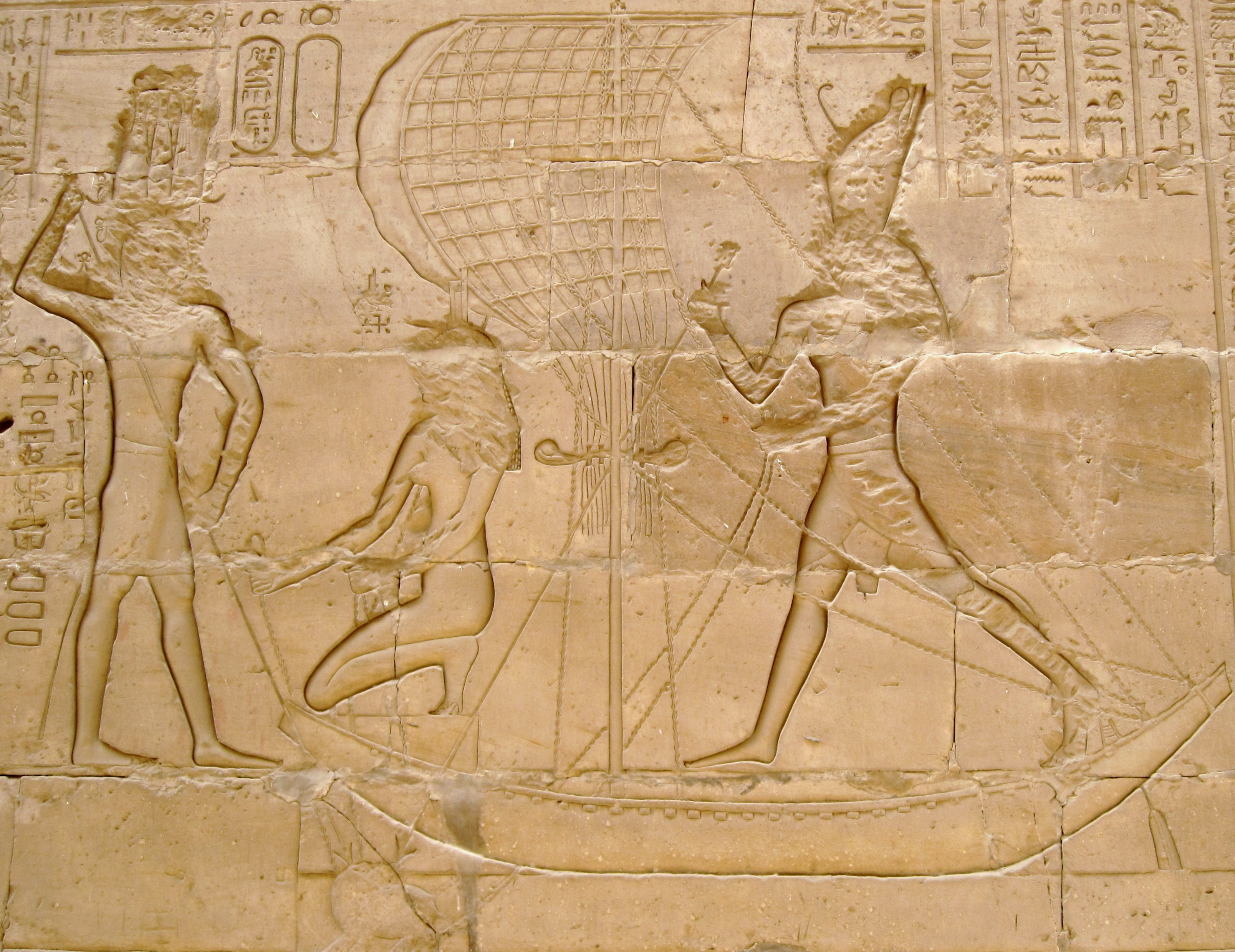
Rilievo del Tempio di Edfu raffigurante Horus che, dalla sua barca sacra, infilza un animale di Seth. Periodo tolemaico.

### Difensore delle frontiere
Nel Basso Egitto, ai limiti del deserto libico — e più precisamente nel III nòmo e a Kôm el-Hisn — era venerato Hor-Thehenu, "Horus di Libia". Attestazioni di questo Horus risalgono già al periodo tinita (le prime due dinastie), quando era conosciuto con l'epiteto di "Signore del santuario del Basso Egitto". Questa forma guerriera del dio lo dipingeva come difensore dei confini occidentali dell'Egitto. Sua controparte era il dio falco Hor-Chesemti, "Horus d'Oriente". Nel XIII nòmo, quest'ultimo fu fuso a Horakhti ("Horus dell'Orizzonte") e alla dea Chesmet (una forma locale della dea-leonessa Sekhmet), considerata sua sposa divina. Hor-Chesemti fu inoltre assimilato al dio-falco Sopdu, venerato nel XX nòmo, alla frontiera orientale del Delta. Nelle vesti di difensore Horus compariva anche a Esna, con il nome di Hor-Manu, "Horus di Manu". In origine, Manu e Bakhu erano toponimi che designavano le montagne del deserto occidentale, ma durante il Nuovo Regno divennero i nomi mitici delle estremità occidentale e orientale del tragitto compiuto dal sole dal suo emergere dalla terra fino al tramonto. In un rilievo a Edfu, un faraone compare nell'atto di offrire a Horbehedeti il singolo geroglifico dell'Orizzonte, costituito da due montagne: in cambio di questa offerta, il dio avrebbe accordato al re il trono, il palazzo reale e un lungo regno. Presso le paludi del Delta è attestata la presenza di Hor-Meseni, "Horus di Mesen, o Hor Mesenu, "Horus-infilzatore". Mesen era sia un toponimo che un termine indicante Horus intento a infilzare un ippopotamo (incarnazione di Seth) con una lancia. Almeno tre località ebbero il nome Mesen: una a occidente presso Buto, una a oriente presso El Qantara e una dalla posizione sconosciuto. Presso la seconda Mesen, di grande importanza strategica contro le invasioni asiatiche grazie alla presenza della fortezza di Tjaru, Horus era adorato con le sembianze di un feroce leone.

### Dio guaritore ed esorcista

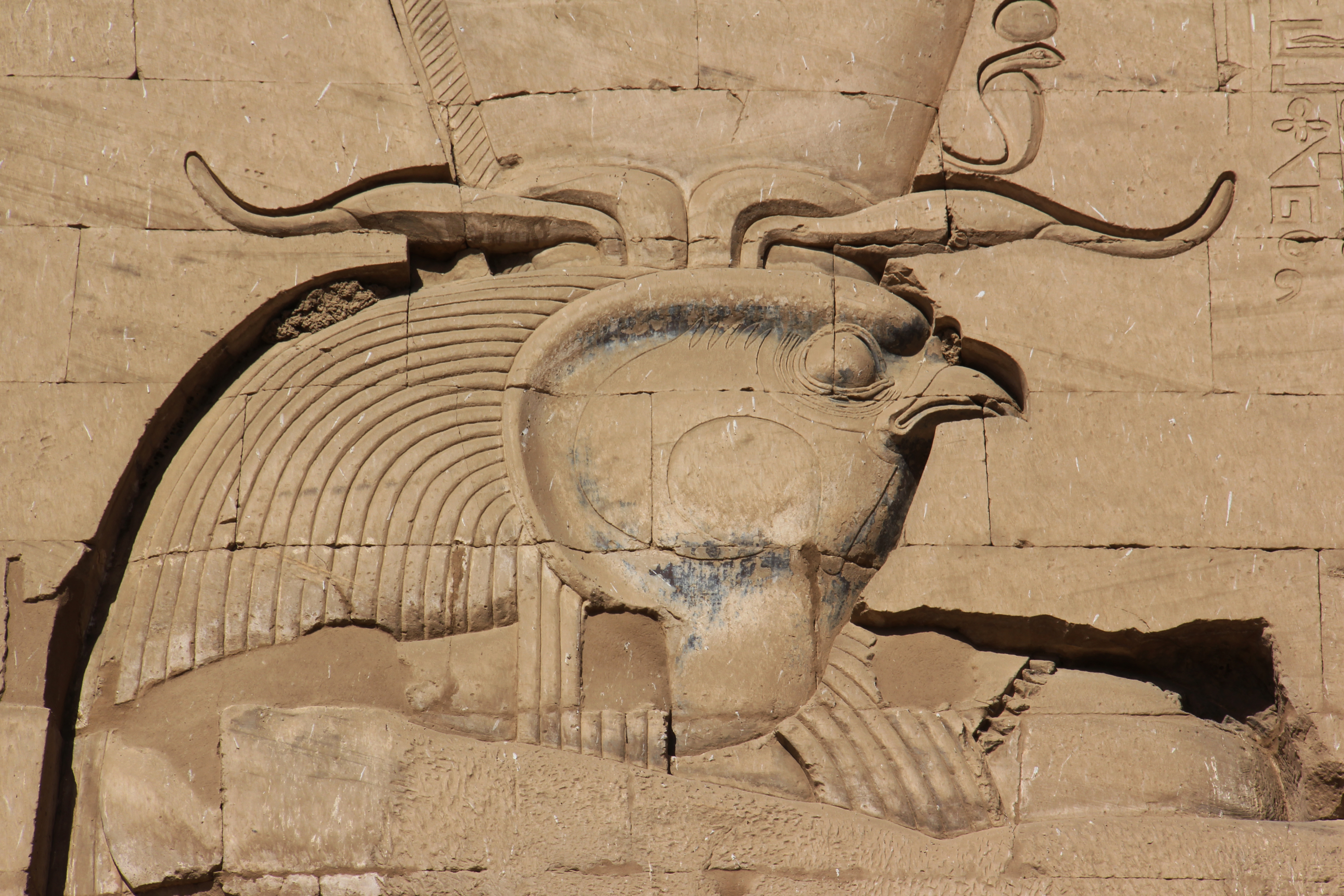
Rilievo di Horus nel Tempio di Edfu, dettaglio della testa.

Fin dalle origini della civiltà egizia Horus fu ritenuto un dio capace di guarire gli esseri umani dalle loro malattie. A partire dall'epoca tarda, questa funzione si esplicò soprattutto nella figura del giovane dio Arpocrate e per mezzo delle magiche Stele d'Horus. La figura del dio Hor-imi-Shenut ebbe un culto nel corso di tutta la storia egizia; tale epiteto ha posto alcuni problemi di interpretazione ed è stato variamente tradotto "Horus delle corde", "Horus della città delle corde", "Horus legato con corde". Il termine cheni significava "esorcizzare", mentre il chenut era una sorta di medico-guaritore, un esorcista incaricato di allontanare gli spiriti maligni e i morti pericolosi. Nelle "Case della vita" (le scuole annesse ai grandi templi) Horus era chiamato "Principe dei Libri", assistente di Thot, come narra un papiro magico dell'epoca ramesside, questo Horus si sarebbe liberato dei propri nemici arrostendoli su un braciere; poteva anche essere raffigurato come un coccodrillo dalla testa di falco.

Hor-imy-shenut

Durante la mummificazione delle salme, la potenza divina di Horus era invocata dai sacerdoti-imbalsamatori affinché garantisse l'incorruttibilità della carne. Horus, nel corso di questo rituale, era Hor-neb-Hebenu, "Horus signore di Hebenu", e forniva i defunti di stoffe e panni funerari che, come corazze, li proteggevano dai tumulti e dagli attacchi dei seguaci di Seth. Anche il già citato Hor-Behedeti li riforniva di stoffe, ma alfine di garantire le offerte funerarie. Hor-Merti avrebbe dovuto invece trascinare una rete per catturare i nemici dell'anima del defunto. Hor-Hekhenu, "Horus degli unguenti", adorato a Bubasti, simboleggiava il calore bruciante del sole: anche lui sarebbe andato a caccia dei demoni nocivi per le mummie.

## Horit, controparte femminile di Horus
Alcuni testi tardi menzionano la dea Horit, il cui nome era scritto apponendo il suffisso femminile -t all'ideogramma del falco di Horus (hr.wt): quindi, non è altro che la grafia femminile del nome di Horus. Questo "Horus femmine" fu, in origine, un semplice titolo delle regine a partire dal Medio Regno: nel mammisi (cappella minore) di Ermonti, per esempio, compare attribuito alla celebre regina Cleopatra VII. I teologi egizi personificarono questo titolo reale in una vera e propria dea. A causa della sua comparsa tardiva, Horit ebbe un'iconografia molto ristretta: nel Tempio di Dendera, dedicato ad Hathor, Horit compare come donna dalla testa leonina, mentre ad Atfih figura come falco mummificato. Il Papiro Brooklyn 47.218.84, d'epoca saita, fornisce preziose informazioni sul mito di Horit. La dea era considerata figlia di Osiride, con cui si sarebbe unita generando cinque divinità dall'aspetto di falchi:
(Papiro Brooklyn 47.218.84)
Questi cinque figli non compaiono in nessun altro scritto. Il chiaro scopo del papiro in questione era quello di unificare varie tradizioni mitologiche differenti. Il dio Humenhen non è conosciuto, altrimenti che da questo testo: il suo nome potrebbe significare "Colui che ha colpito la placenta" (gli antichi egizi spiegavano il dolore del parto sostenendo che il nascituro colpisse la placenta). Il secondo figlio, Sanebui, che significa "Il Figlio dei Due Signori", era il dio Horus venerato a Mendes che Iside concepì dopo essersi unita alla mummia di Osiride. Il terzo, Horus-Medenu, era l'Horus venerato a Medenu, una borgata del Fayyum, e conosciuto con il nome greco di Harmotes. Il quarto, Horus-Hekenu, "Horus degli unguenti", era l'Horus venerato a Bubasti come figlio di Bastet. Il quinto e ultimo, "Il Figlio di iside", era Horus intento a difendere suo padre Osiride dagli attacchi di Seth.